# Эриванская губерния
Эриванская губерния (рус. дореф. Эриванская губернія, арм. Երևանի նահանգ, азерб. İrəvan quberniyası) — административная единица Российской империи и Первой Армянской республики, образованная в 1849 году с центром в городе Эривань.

## История
Образована именным указом Российского императора Николая I, данным Сенату 9 июня 1849 года, из территорий, отделенных от Тифлисской и Шемахинской губерний (а в 1828-1840 годах разделенных между Армянской областью, Бамбако-Шурагельской дистанцией, Борчалинской дистанцией и Карабахской провинцией):
Высочайший указ правительствующему Сенату от 9 июня 1849 года, № 23303.
О образовании в Закавказском крае Эриванской губернии.
… во внимании к представлению Наместника Кавказского, рассмотренному Кавказским Комитетом, признавая полезным и необходимым, для успешнейшего движения дел и удобнейшего управления, образовать в Закавказском крае ещё новую губернию, Мы Повелеваем:
1) В состав этой, вновь учреждаемой губернии, отделить: от Тифлисской губернии уезды: Эриванский, Нахичеванский и Александропольский, кроме участка Ахалкалахского, а от Шемахинской губернии участок Мигринский и селение Капак Шушинского уезда.
2) Губернским городом назначить Эривань, а потому новую губернию называть Эриванскою.
3) Разделить её на 5 уездов: а) Эриванский, составив оный из нынешнего Эриванского уезда, за исключением участка Гохчинского; уездным городом оставить Эривань; б) Ново-Баязетский, составляемый вновь из Гохчинского участка и всех вообще селений, лежащих в окрестности озера Гохчи (Севанги); местопребыванием уездного управления, назначить селение Ковар (Ново-Баязет), которое и возвести на степень уездного города...; в) Нахичеванский, составив его из теперешних участков Нахичеванского же уезда, кроме Ордубатского; уездным городом оставить Нахичевань; Ордубатский, образуемый вновь из участков: Ордубатского, Нахичеванского уезда, и Мигринского, с селением Капак Шушинского уезда; управлению новым уездом находиться в заштатном городе Ордубат, возводимом на степень уездного города; д) Александропольский, составляемый из Шурагельского и Бомбакского участков нынешнего Александропольского же уезда; уездным городом быть, по-прежнему, Александрополю.
4) Уезды: Эриванский, Нахичеванский и Александропольский оставить при теперешнем разделении их на участки. Уезды Ново-Баязетский и Ордубатский, впредь до времени, на участки не делить.
5) Управление Эриванской губернии образовать на тех основаниях, как образовано управление Кутаисской губернии по положению, утверждённому Нами в 14 день декабря 1846 года (20702), и состоять оному по прилагаемому при сём, Нами утверждённому штату;

6) Находящийся ныне в Александропольском уезде участок Ахалкалакский причислить к Ахалцыхскому уезду губернии Кутаисской.
Эриванская губерния располагалась в центральной части южного Закавказья и образовывала неправильный, вытянутый с северо-запада на юго-восток параллелограмм. В период с 1878 по 1917 годы граничила: на севере — с Тифлисской и Елизаветпольской губерниями, на востоке — с Елизаветпольской губернией, на западе — с Карсской областью, на юге — с Эрзерумским вилайетом Османской империи и с Персией. Протяжённость государственной границы с Персией была 246,5 вёрст, с Турцией — 130 вёрст; общяя протяженность границ Эриванской губернии составляла 1052½ версты. Эриванская губерния занимала 24 454,4 кв. вёрст или 27 830,6 км² (по Стрельбицкому).
При образовании Закавказского сейма 22 апреля 1918 г. туда вошла и Эриванская губерния.
С 28 мая 1918 г. вошла в состав Первой Республики Армения.
Упразднена 29 ноября 1920 г. при образовании ССР Армении.

## Административное деление
В 1849 году делилась на 5 уездов: Эриванский, Александропольский, Нахичеванский, Новобаязетский и Ордубатский.
В 1859 году на части территории Эриванского уезда был образован Эчмиадзинский уезд.
В начале 1860-х годов часть территории Александропольского уезда была передана Тифлисскому уезду Тифлисской губернии для образования в его составе Лорийского приставства.  
Высочайшим указом императора Александра II «О преобразовании управления Кавказского и Закавказского края» от 9 декабря 1867 года, часть Ордубадского уезда была передана в состав вновь созданной Елизаветпольской губернии. Оставшаяся часть вошла в состав Нахичеванского уезда. В 1870 году Шарурский участок был отделен от Эриванского уезда и отнесён к Нахичеванскому, в свою очередь Эриванскому уезду была передана небольшая по площади часть территорий Эчмиадзинского и Новобаязетского уездов. В 1874 году были образованы Сурмалинский и Шаруро-Даралагезский уезды.
К 1875 году губерния состояла из 7 уездов, 110 волостей, 5 городов и 1283 прочих поселений. Крупнейшими населёнными пунктами, кроме Эривани, были Александрополь, Нахичевань, Ново-Баязет, Ордубад и Эчмиадзин. Согласно «Памятной книжке Эриванской губернии за 1912 год», к 1912 году в состав губернии входил 1351 населенный пункт.

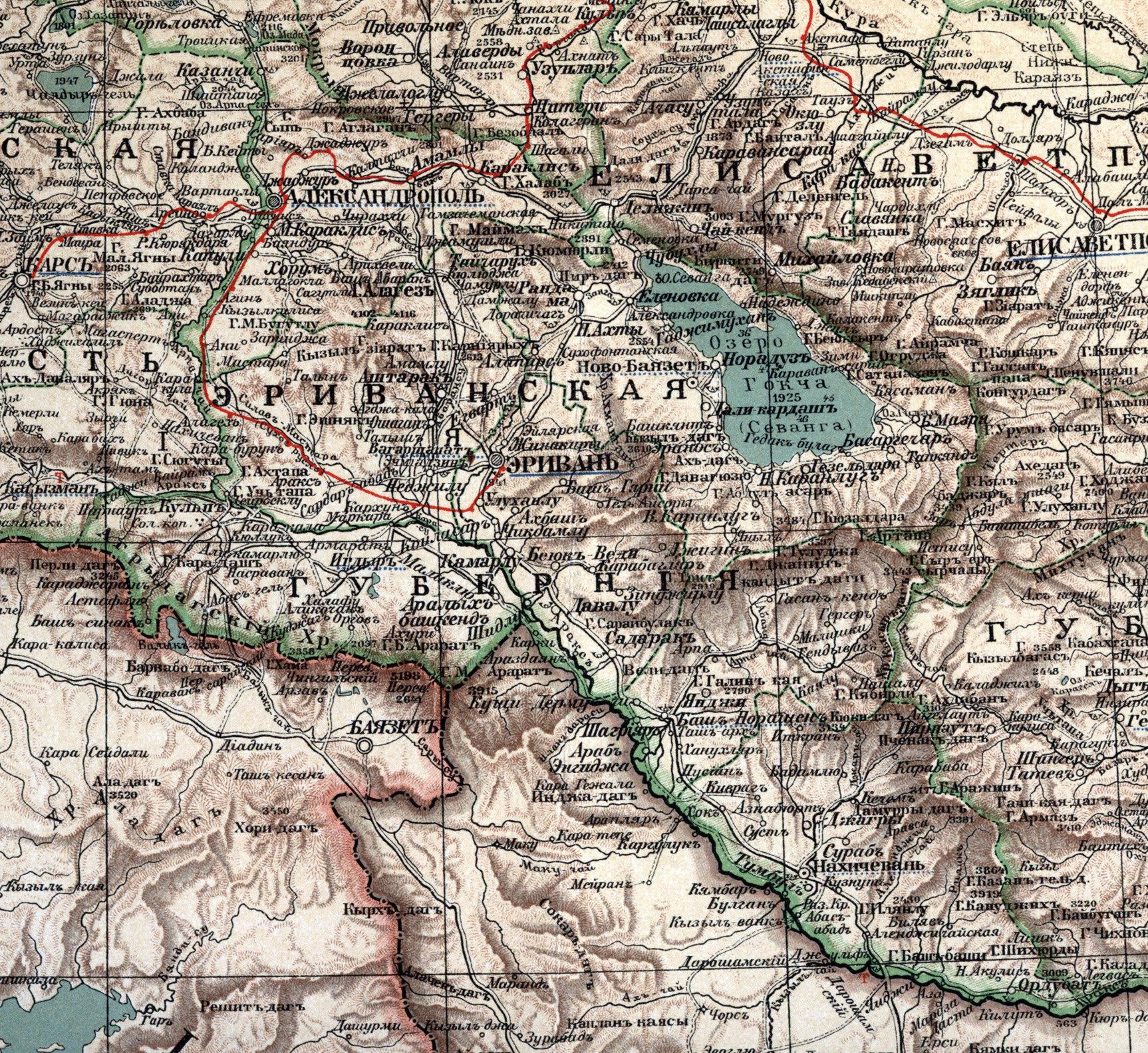
Эриванская губерния, 1903 год
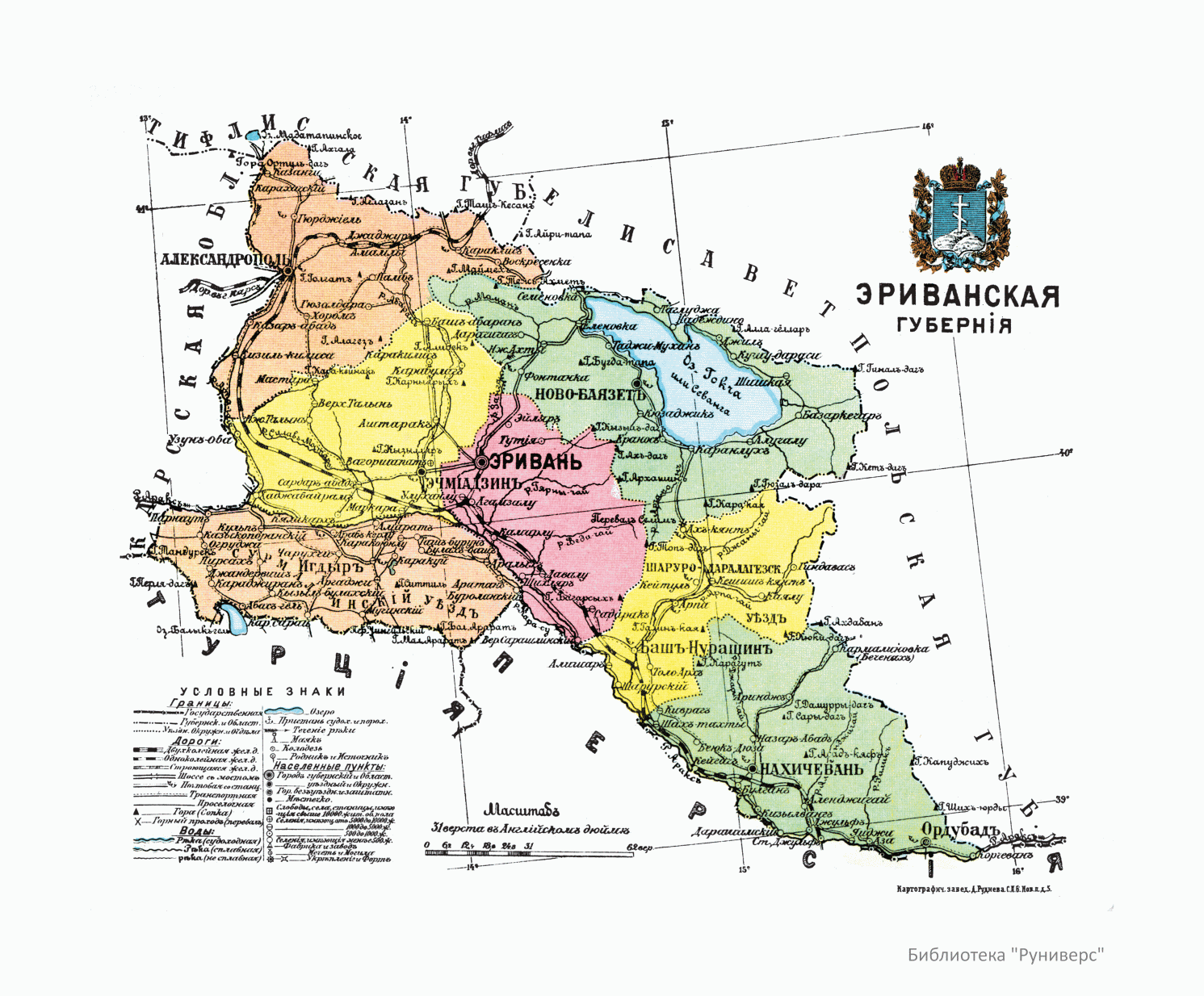
Карта административного деления губернии по состоянию на 1913 год
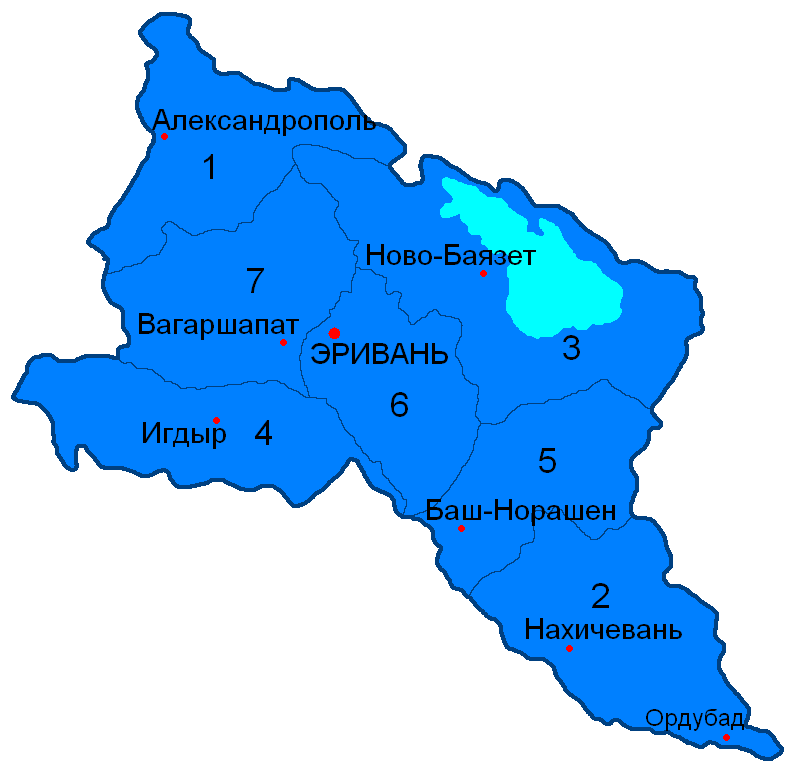
Карта административного деления губернии

В начале XX вв. в состав губернии входило 7 уездов:
| № | Уезд                 | Уездный город, население, чел. | Уездный город, население, чел. | Уездный город, население, чел. | Площадь, вёрст² | Население, чел. | Население, чел. |
| - | -------------------- | ------------------------------ | ------------------------------ | ------------------------------ | --------------- | --------------- | --------------- |
|   |                      |                                | 1897                           | 1913                           |                 | 1897            | 1913            |
| 1 | Александропольский   | Александрополь                 | 30 616                         | 33 879                         | 3303,7          | 165 503         | 199 100         |
| 2 | Нахичеванский        | Нахичевань                     | 8 790                          | 7 353                          | 3858,8          | 100 771         | 116 600         |
| 3 | Новобаязетский       | Ново-Баязет                    | 8 486                          | 9 838                          | 4156,8          | 122 573         | 161 900         |
| 4 | Сурмалинский         | с. Игдыр                       | 4 680                          | ---                            | 3241,0          | 89 055          | 99 400          |
| 5 | Шаруро-Даралагезский | с. Баш-Норашен                 | 867                            | ---                            | 2611,8          | 76 538          | 90 400          |
| 6 | Эриванский           | Эривань                        | 29 006                         | 28 910                         | 2664,2          | 150 879         | 149 700         |
| 7 | Эчмиадзинский        | Эчмиадзин                      | 5 267                          | ---                            | 3390,1          | 124 237         | 154 100         |

## Органы власти
Руководил губернией губернатор с канцелярией из 6 чиновников, а также вице-губернатор.
Система управления состояла из двух уровней: губернское и местное (частное) управление. Последнее, в свою очередь, состояло из уездного, участкового, городского и сельского.
1. Губернское, осуществляемое военным губернатором (в его отсутствие — вице-губернатором), обладающим широкими полномочиями как в гражданской, так и в военной части, и возглавляющего губернское правление. В его состав входили вице-губернатор, канцелярия (состояла из хозяйственного и распорядительного отделений) и советники. Губернский врач и его помощники заведовали медицинской частью. Казначейства, осуществляющие надзор за сбором платежей и расходом, подчинялись напрямую Закавказской казённой палате. На территории губернии осуществляли свою деятельности три казначейства — в Эривани, Александрополе и Нахичевани[6].
2. Частное (включало уездное, участковое, городское и сельское управления). Уездное управление осуществлялось уездным начальником и его помощниками. Уезды, в свою очередь, делились на участки, которые были под управлением участковых начальников с помощниками[23].

| - 1-е распорядительное. Кадры и иные административные вопросы. - 2-е распорядительное. Финансовые вопросы. - Строительное. Вопросы строительства, содержания и ремонта различных сооружений и зданий. - Врачебное. Материально-техническое снабжение лечебных учреждений и аптек. - Медицинское. - Ветеринарное. Мероприятия по предотвращению различных заразных болезней животных и т. п. - Земское. - Канцелярия общего присутствия. - Губернское по городским делам присутствие. - Губернское по поселянским делам присутствие. - Губернское по воинской повинности присутствие. - Губернский статистический комитет. | - Городское полицейское управление. - Городское общественное управление. - Уездные общественные управления. - Почтово-телеграфная контора Тифлисского почтово-телеграфного округа. - Окружной суд. - Мировые судьи уездов. - Учреждения Министерства финансов. - Управление акцизными сборами. - Отделение Государственного банка. - Таможенные учреждения. - Управление водных учреждений. - Отделение Кавказского округа путей сообщений. |

В целом, к началу XX века, структура управления Эриванской губернией практически полностью соответствовала и была интегрирована в систему управления центральных губерний Российской империи . Административный аппарат государственных служащих состоял, в основном, из русских чиновников и офицеров, а также армян, которые занимали различные должности, вплоть до самых высоких. При губернаторе, помимо штатного аппарата, служили переводчики с местных языков. Власти всячески старались стимулировать приезд в губернию из центральных областей России и Кавказского края образованных специалистов по различным направлениям, в частности — учителей.
Губернским городом — Эриванью, руководил мэр со своим аппаратом, который в начале XX века состоял преимущественно из армян. Городская дума состояла на половину из армян и мусульман.

### Губернаторы
| Ф. И. О.                        | Титул, чин, звание                                       | Время замещения должности        |
| ------------------------------- | -------------------------------------------------------- | -------------------------------- |
| Лев Львович Альбранд            | генерал-майор                                            | 21 июня 1849 — 13 декабря 1849   |
| Назоров Иван Иванович           | генерал-майор                                            | 15 февраля 1850 — 17 апреля 1858 |
| Колюбакин, Николай Петрович     | генерал-лейтенант                                        | 17 апреля 1858 — 6 апреля 1861   |
| Павел Осипович Щербов-Нефедович | генерал-майор                                            | 1 декабря 1861 — 7 января 1864   |
| Астафьев Михаил Иванович        | генерал-майор                                            | 24 марта 1864 — 8 мая 1869       |
| Кармалин Николай Николаевич     | генерал-лейтенант                                        | 8 мая 1869 — 26 июня 1873        |
| Рославлев Михаил Иванович       | генерал-лейтенант                                        | 30 июня 1873 — 11 марта 1880     |
| Шаликов Михаил Яковлевич        | генерал-лейтенант                                        | 22 марта 1880 — 22 декабря 1890  |
| Фрезе Александр Александрович   | генерал-лейтенант                                        | 2 февраля 1891 — 16 ноября 1895  |
| Тизенгаузен Владимир Фёдорович  | граф, действительный статский советник (тайный советник) | 20 февраля 1896—1914             |
| Стрельбицкий Аркадий Евгеньевич | надворный советник (коллежский советник)                 | 1914—1917                        |
| В. А. Харламов                  | —                                                        | март 1917 — ноябрь 1917          |
| А. Агарян                       | —                                                        | ноябрь 1917                      |

### Вице-губернаторы
| Ф. И. О.                        | Титул, чин, звание                      | Время замещения должности |
| ------------------------------- | --------------------------------------- | ------------------------- |
| Блаватский Никифор Васильевич   | надворный советник (статский советник)  | 1849—1861                 |
| Дзюбенко Василий Афанасьевич    | действительный статский советник        | 1861—1865                 |
| Бучен Карл Игнатьевич           | действительный статский советник        | 1865—1873                 |
| Чеховский Валерий Афанасьевич   | действительный статский советник        | 30.12.1873—02.09.1890     |
| Тизенгаузен Владимир Фёдорович  | граф, действительный статский советник  | 29.11.1890—29.10.1892     |
| Накашидзе Михаил Александрович  | князь, действительный статский советник | 19.11.1892—15.04.1904     |
| Тарановский Виктор Петрович     | подполковник                            | 06.09.1904—13.08.1905     |
| Чегодаев Алексей Павлович       | князь, коллежский советник              | 1913—1914                 |
| Стрельбицкий Аркадий Евгеньевич | надворный советник                      | 1914—1916                 |

### Суды
Эриванский окружной суд (гражданское и уголовное отделения). В Эривани и Александрополе находились уголовные суды и тюрьмы. Гражданские суды находились во всех уездных городах губернии. В свою очередь, каждый из этих судов имел несколько отделений, каждое из которых рассматривало дела крупных общин в пределах своего районах. Во главе этих судов были поставлены только русские. Личный состав состоял из председателя (заведовал уголовным отделением), его заместителя (заведовал гражданским отделением) и десяти членов (3 в гражданском, 7 — в уголовном), 2 секретарей с 9 помощниками, 2 судебных пристава, 1 работника архива, 4 переводчиков, 2 судебных следователя по особо важным делам, 1 старшего нотариуса, 8 кандидатов на судебные должности.
Эриванская губерния делилась также на 23 Следственных участка Эриванского окружного суда и на 5 Прокурорских участков (Эриванский, Эривань-Эчмиадзинский, Сурмалино-Новобаязетский, Нахичевань-Шаруро-Даралагезский и Александропольский).
В губернии существовали Мировые суды для разрешения конфликтов на местном уровне. На территории каждого уезда было несколько участков (судов), а в общей сложности на территории губернии их было 15, в каждом из них были свои судьи, секретари, приставы, переводчики и др..

### Силовые ведомства
Руководил полицией губернии интендант с помощниками и секретарями (а также переводчиками). Каждый уезд был разделен на полицейские участки, которые, в свою очередь, отвечали за определённое количество сельских общин. В целом, губерния делилась на 25 полицейских участков (111 сельских общин, включающих 1295 деревень и пастбищ).
На территории губернии было 105 постоянных и 14 сезонных полицейских участков, 40 из которых находились рядом с почтовыми отделениями. В каждой сельской общине также был свой общинный старшина, большинство из них проживало в армянонаселённых селах.

## Герб
Несмотря на формирование ещё в 1849 году и известные гербовые реформы 1857 года, Эриванская губерния долгое время не имела собственного герба. Только после утверждения новых проектов гербов губерний и областей Российской империи в 1878 году у Эривани, наряду с 46-ю новыми гербами, появился свой. До этого момента в качестве такового вероятно использовался герб Эриванского уезда Грузино-Имеретинской губернии 1843 года. Такое положение дел наблюдается до 1878 года, когда утвердился окончательный вариант герба губернии, соответствующий новым правилам.
Закон о гербе вышел 5 июля 1878 года и предписывал: «В лазоревом щите, серебряная скала, увенчанная золотым русским крестом. Щит увенчан Императорскою короною и окружён золотыми дубовыми листьями, Андреевской лентою».

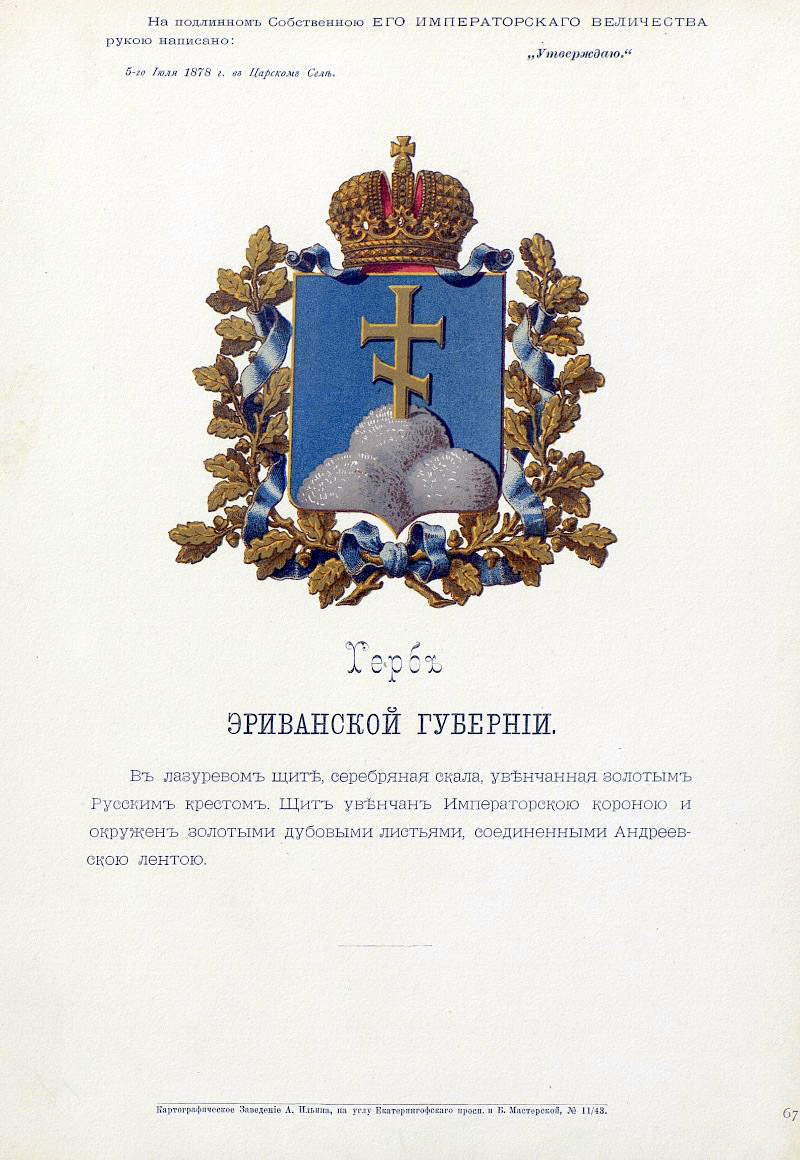
Герб губернии c официальным описанием, утверждённый Александром II (1878 г.)

## Население
В 1856 году население губернии составляло 262 177 человек, в Эривани — 13 179 человек.
В 1863 году процент городского населения составлял чуть более 11 % от общего числа жителей. В целом, армяне жили в более крупных поселениях, чем мусульмане, и преобладали в общей численности городского населения.

#### Характеристика населения и динамика изменений
Население губернии условно можно разделить на две основные этно-конфессиональные группы: армян и мусульман.
Две группы находились в различных социальных условиях: в частности, армянское население было исключительно оседлым и прикрепленным к конкретным населенным пунктам, в отличие от мусульманского населения, среди которых, на начальном этапе, почти 40% не имели постоянного места жительства, так как традиционно вели кочевой образ жизни, сезонно перемещаясь из одной области в другую в поисках новых пастбищ, а среди остальных 60% , не менее половины вели полукочевой образ жизни. 
Сотни заброшенных в предшествующие годы персидской власти армянских селений, из которых только в период с 1776 по 1817 годы были изгнаны в Персию, Грузию и Россию, десятки тысяч армянских семей , считались кочующими мусульманами своей собственностью, так как они использовали указанные опустевшие армянские селения и их пастбища в качестве своих временных пристанищ и после их присоединения к России.
Присоединение к России указанной территории привело к её бурному развитию и многократному увеличению населения.
Так, за менее чем 70 лет своего существования, населения Эриванской губернии выросло почти в 7 раз: с 156 637 человек (1847 год)  до 1 065 914 человек (1914 год).
Армянское население выросло в 7,4 раза: с 82 500 (1840 год) до 613 559 (1914).
Мусульманское население выросло в 5,6 раз: с 74 260 (1847 год) до 412 583 (1914 год), из которых 382 038 - татары и 30 540 - курды. 
Часть "татар" (азербайджанцев) Эриванской губернии были потомками армян, которые в более ранние годы под персидской властью перешли в исламскую веру и утратили свой язык.
Мусульманское население выросло почти в 5 раз всего за 48 лет (с 1849 по 1897 годы): с 74 260 (1847 год) до 350 099 (1897 год) человек. 
Армянское население, за примерно тот же  период выросло с 82 500 (1840 год) до 441 000 (1897 год), то есть также в 5 раз.
То есть с момента основания губернии и до переписи 1897 года, темпы роста численности у армян и мусульман были примерны равны и у обеих групп составили примерно по 500%. 
А уже в период между 1897 и 1914 годами, темпы роста между двумя группами населения меняются: так, армянское население выросло с 441 000 до 613 559 человек (рост 39%), а мусульманское население - с 350 099 до 412 583 человек (рост 18%).
Помимо этого, в губернии появляются и другие группы население - русские, езиды, ассирийцы и прочие, суммарная доля от общего населения которых в 1897 году достигала 5,2% и 3,7% в 1914 году.

#### Национальный состав в 1886 году

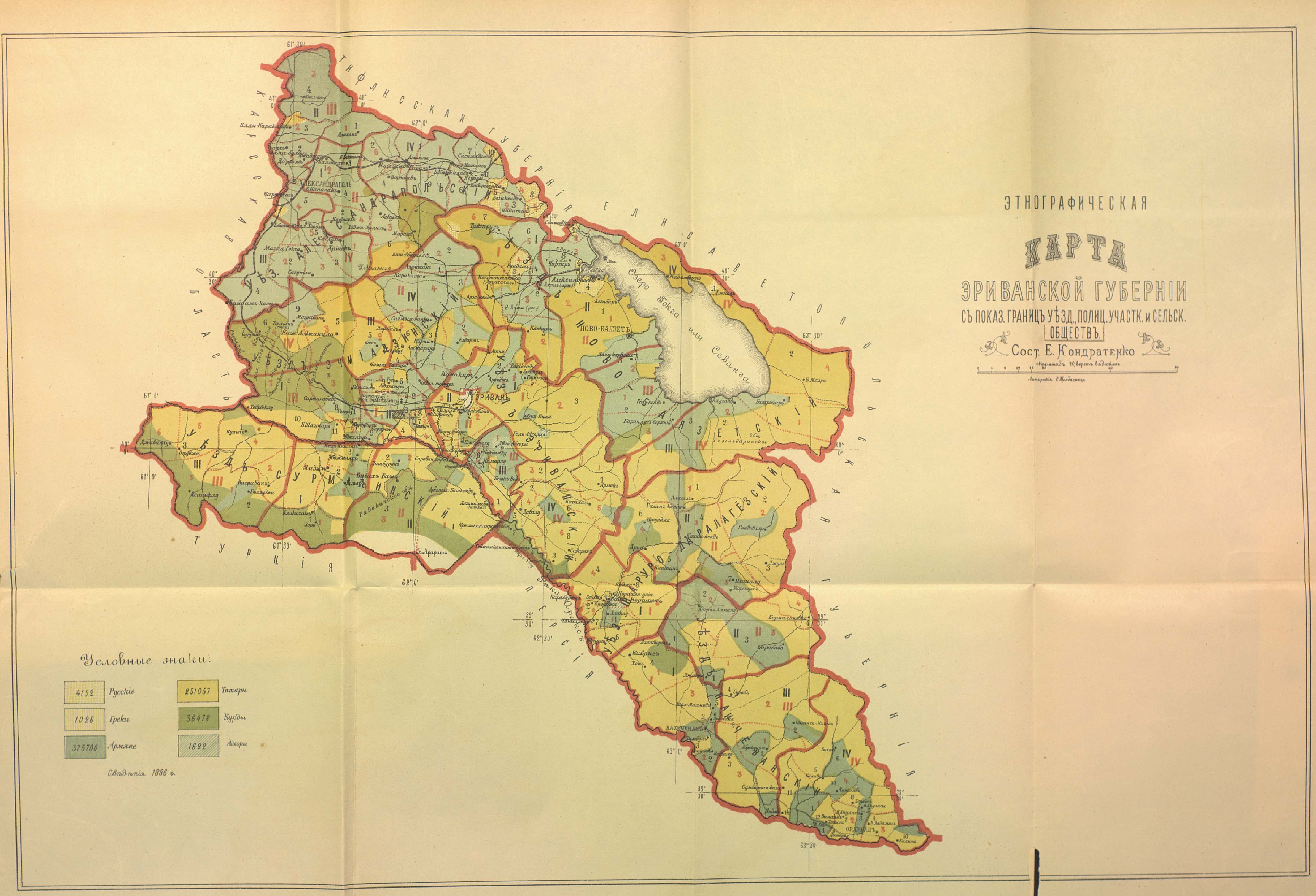
Этнографическая карта Эриванской губернии (1886 год)

По состоянию на 1886 год, население составляло уже 670 400 жителей. Росту населения, в первую очередь, способствовала земельная реформа и развитие здравоохранения. Также на рост численности населения оказало существенное значение переселение армянского населения после Русско-турецкой войны (1877—1878).

#### Национальный и религиозный состав в 1897 году
| Год  |                           | Армяне            | Татары (азербайджанцы) | Курды (включая Езидов) | Великорусы, малорусы, белорусы | Айсоры (ассирийцы) | Поляки         | Греки          | Евреи        | Таты         | Грузины      | Литовцы      | Итальянцы    | Мордовы      | Турки        | Персы        | Немцы        | Остальные    |
| ---- | ------------------------- | ----------------- | ---------------------- | ---------------------- | ------------------------------ | ------------------ | -------------- | -------------- | ------------ | ------------ | ------------ | ------------ | ------------ | ------------ | ------------ | ------------ | ------------ | ------------ |
| 1897 | Губерния в целом          | 441 000 (53,16 %) | 313 176 (37,75 %)      | 49 389 (5,85 %)        | 15 937 (1,92 %)                | 2 862 (0,35 %)     | 1 385 (0,17 %) | 1 323 (0,16 %) | 850 (0,1 %)  | 709 (0,09 %) | 566 (0,07 %) | 384 (0,05 %) | 330 (0,04 %) | 302 (0,04 %) | 245 (0,03 %) | 235 (0,03 %) | 210 (0,03 %) | 650 (0,08 %) |
| 1897 | Александропольский уезд   | 141 522 (85,51 %) | 7 832 (4,73 %)         | 4 976 (3,01 %)         | 6 836 (4,13 %)                 | 34 (0,02 %)        | 972 (0,59 %)   | 1 082 (0,65 %) | 450 (0,27 %) | 1 (<0,01 %)  | 267 (0,16 %) | 318 (0,19 %) | 325 (0,2 %)  | 12 (0,01 %)  | 235 (0,14 %) | 126 (0,08 %) | 105 (0,06 %) | 410 (0,25 %) |
| 1897 | Нахичеванский уезд        | 34 672 (34,41 %)  | 64 151 (63,66 %)       | 639 (0,63 %)           | 1 014 (1,01 %)                 | 9 (<0,01)          | 154 (0,15 %)   | 18 (0,02 %)    | 4 (<0,01 %)  | ---          | 42 (0,04 %)  | ---          | ---          | ---          | ---          | 16 (0,02 %)  | 9 (<0,01)    | 43 (0,04 %)  |
| 1897 | Новобаязетский уезд       | 81 285 (66,32 %)  | 34 726 (28,33 %)       | 2 995 (2,44 %)         | 2 716 (2,22 %)                 | 4 (<0,01 %)        | 12 (0,01 %)    | 179 (0,15 %)   | 31 (0,03 %)  | 269 (0,22 %) | 36 (0,03 %)  | 6 (<0,01 %)  | 1 (<0,01 %)  | 289 (0,24 %) | ---          | ---          | ---          | 24 (0,02 %)  |
| 1897 | Сурмалинский уезд         | 27 075 (30,4 %)   | 41 417 (46,51 %)       | 19 099 (21,45 %)       | 1 361 (1,53 %)                 | ---                | 31 (0,03 %)    | 3 (<0.01 %)    | 6 (<0,01 %)  | ---          | 11 (0,01 %)  | 1 (<0.01 %)  | ---          | ---          | ---          | 9 (0,01 %)   | 13 (0,01 %)  | 29 (0,03 %)  |
| 1897 | Шаруро-Даралагезский уезд | 20 726 (27,08 %)  | 51 560 (67,37 %)       | 3 761 (4,91 %)         | 122 (0,16 %)                   | 331 (0,43 %)       | 12 (0,02 %)    | 4 (0,01 %)     | 6 (<0,01 %)  | ---          | 7 (0,01 %)   | ---          | 1 (<0,01 %)  | ---          | ---          | ---          | 1 (<0,01 %)  | 7 (0,01 %)   |
| 1897 | Эчмиадзинский уезд        | 77 572 (62,44 %)  | 35 999 (28,98 %)       | 9 724 (7,83 %)         | 175 (0,14 %)                   | 196 (0,16 %)       | 8 (0,01 %)     | 5 (< 0,01 %)   | 27 (0,02 %)  | 439 (0,35 %) | 51 (0,04 %)  | ---          | ---          | ---          | 9 (0,01 %)   | 8 (0,01 %)   | 2 (< 0,01 %) | 20 (0,02 %)  |
| 1897 | Эриванский уезд           | 58 148 (38,54 %)  | 77 491 (51,36 %)       | 8 195 (5,43 %)         | 3 713 (2,46 %)                 | 2 288 (1,52 %)     | 196 (0,13 %)   | 32 (0,01 %)    | 326 (0,22 %) | ---          | 152 (0,1 %)  | 59 (0,04 %)  | 3 (<0,01 %)  | 1 (<0,01 %)  | 1 (<0,01 %)  | 76 (0,05 %)  | 80 (0,05 %)  | 118 (0,08 %) |

Религиозный состав в 1897 году.
- Армяне (ААЦ)[Комм. 2] — 432 042 (52,08 %),
- Мусульмане[Комм. 3] — 350 099 (42,2 %),
- Православные — 16 398 (1,98 %),
- Армяне-католики — 7 884 (0,95 %),
- Старообрядцы и нерелигиозные — 4 827 (0,58 %),
- Римско-католики — 2 260 (0,27 %),
- Иудеи — 1 046 (0,13 %),
- Протестанты — 771 (0,09 %),
- Остальные (христиане и нехристиане) — 408 (0,05 %) и 13 822 (1,67 %) соответственно.

Данные согласно первой всеобщей переписи населения Российской империи 1897 г.. Население губернии в основном занималось сельским хозяйством, незначительно — промышленностью, частной службой, торговлей. Много военнослужащих. В 1897 году население составляло 829 556 жителей (441 889 мужчин и 387 667 женщин), из них грамотных — 6,4 %. Городское население составляло 92 323 человек (11,13 %) от общего числа жителей (грамотных из них — 25 112 (27,2 %)). С 10 тыс. жителей имели города Александрополь (30 616) и Эривань (29 006).
Армяне преобладают в уездах: Александропольском (85,5 %), Новобаязетском (66,3 %) и Эчмиадзинском (62,4 %). Наименьший процент армянского населения в Шаруро-Даралагезском уезде. В последнем (67,4 %), а также в Нахичеванском (63,7 %) и Эриванском (51,4 %) уездах преобладают азербайджанцы. Русские живут большей частью в городах и принадлежат главным образом к войсковым частям, вследствие чего среди них преобладают мужчины (74 %).
При этом, по данным переписи, в городе Эривани армянское население превышало азербайджанское на 0,57 % (43,17 % и 42,6% соответственно), а по данным на 1904 год, азербайджанское население превысило в городе армянское на 1% (49% и 48% соответственно).
По состоянию на 1907 год, в губернии насчитывалось 107 647 домохозяйств (808 642 человека), остальное население проживало в городах. Всего, в губернии жило 898 913 человек.

#### Национальный и религиозный состав в 1914 году
Армянское население существенно преобладало в трёх уездах — Эчмиадзинском, Александропольском и Ново-Баязетском. В Шарур-Даралагезском, Сурмалинском и Нахичеванском уездах преобладало мусульманское население, а в Эриванском уезде имелось незначительное мусульманское большинство. Не более 10% населения губернии проживало в городах.
- Армяне (ААЦ) — 610 675 (57,30 %),
- Армяне-православные — 544 (0,05 %),
- Армяне-католики — 2 340 (0,22 %),
- Татары (азербайджанцы, шииты) — 372 334 (34,93 %),
- Татары (азербайджанцы, сунниты) — 9 709 (0,91 %)
- Курды-мусульмане (в осн. шииты, реже — сунниты) — 30 540 (2,87 %),
- Курды-езиды — 17 288 (1,62 %),
- Славяне (православные) — 9 092 (0,85 %),
- Русские (старообрядцы и сектанты) — 7 069 (0,66 %)
- Ассирийцы и другие христиане — 3 560 (0,33 %),
- Европейцы (поляки, немцы) — 993 (0,09 %),
- Цыгане — 900 (0,08 %),
- Грузины (православные) — 440 (0,04 %),
- Евреи — 352 (0,03 %),
- Остальные — 78 (<0,01 %).
- Всего — 1 065 914 человек[1].

В 1913 году, по данным «Географического описания Российской Империи по губерниям и областям...», население губернии составляло 971 200 чел., а по данным Дж. Бурнутяна — 1 065 914 чел.. К 1916 году, доля армянского населения среди жителей губернии достигла 60 %.

## Религия
В 1911 году на всей территории Эриванской губернии насчитывалось 636 Армянских церквей и монастырей, 25 православных церквей и часовен, 157 шиитских и суннитских мечетей и 8 армяно-католических церквей.
По данным «Сборника статистических сведений о Кавказе» за 1869 год, только на территории Эриванского уезда находилось: Армянских церквей — 141, мечетей и молитвенных домов — 60, православных церквей — 2.

### Христианство
Территория губернии разделялась на несколько Епархий Эчмиадзинского Католикосата Армянской Апостольской церкви:
- Эриванская. Возглавлял архиепископ Гусик Мовсесян. По состоянию на 1911 год имела 240 монастырей, церквей и часовен;
- Нахичеванская. Возглавлял архиепископ Еремия Степанов. 116 монастырей, церквей и часовен;
- Александропольская. Возглавлял архиепископ Матевос Тер-Матевосян. 151 монастырь, церквей и часовен.

По данным «Сборника сведений о Кавказе» от 1880 года, в Эривани действовало 6 армянских церквей, в Нахичевани — 2, в Ордубаде — 1, в Новобаязете — 2, в Александрополе — 4 (и 1 армяно-католическая церковь). В Эриванском уезде — 61, в Эчмиадзинском — 73, в Сурмалинском — 7, в Шаруро-Даралагезском — 32, в Нахичеванском — 87, в Александропольском — 173, в Новобаязетском — 58.
На территории губернии также находилось множество развалин монастырей, церквей и часовен, а также находящихся в полуразрушенном состоянии, в количестве — 26 (Эриванский уезд); 7 (Эчмиадзинский); 0 (Сурмалинский); 54 и 1 армяно-католическая церковь (Шаруро-Даралагезский); 13 и 2 армяно-католические церкви (Нахичеванский); 6 (Александропольский); 20 (Новобаязетский).
Русских православных церквей — по 1 в Эривани, Александрополе (современный Гюмри) - Храм Святителя Арсения Сербского, Нахичевани, Ордубаде. В селе Михайловка/Мисхана (современный Анкаван) была греческая православная церковь, в селе Константиновка/Дарачичаг (современный Цахкадзор) - молоканский дом молитвы, в селе Нижний Куйласар (современный Димитров) находилась (и находится до сих пор) церковь Мат Мариам или Святой Марии (Ассирийская церковь Востока).
В начале XX века в Эривани и его пригородах действовали следующие армянские церкви: Сурб Погос-Петрос (Св. Павла и Петра), Сурб Григор Лусаворич (Св. Григория Просветителя), Базилика Сурб Аствацацин Катогике (Св. Богородицы Катогике) , Сурб Зоравор Аствацацин (Св. Всемогущей Богородицы), Сурб Саркис (Св. Саркиса), Сурб Аствацацин (Св. Богородицы) в Канакере, Старая церковь в Аване, Сурб Кираки (Св. Воскресения), Сурб Ованес Мкртич (Св․ Иоанна Крестителя), Сурб Геворг (Св. Георгия), Сурб Акоб (Св. Иакова), Часовня Святого Анании, Гефсиманская и Млерская часовни и 3 русские православные церкви: (Покровский храм в Канакере, Покровский собор на территории Эриванской крепости (бывшая мечеть Реджепа-паши) и Никольский собор). В Александрополе был ещё 1 православный храм, а в целом, на территории губернии было 17 православных часовен.
Всего на территории губернии было 469 армянских церквей и часовен, и ещё несколько десятков армянских монастырей.

### Ислам
Шиитское население возглавлял представитель шейх-уль-ислама Закавказья Абдул-Салам Ахунд-заде, суннитов представлял муфтий Закавказья Гусейн-Эфенди Гаибов. На территории губернии также существовал религиозный суд, представленный во всех уездах губернии.
По данным «Сборника сведений о Кавказе» от 1880 года, в Эривани было 5 действующих мечетей (согласно И. И. Шопену, действующих мечетей было по меньшей мере 6) , в Нахичевани — 4, в Ордубаде — 10, в Эриванском уезде без города — 19 мечетей (из них 3 — в селении Улуханлу, 3 — в Садараке и 2 — в Сабунчи) и 7 мусульманских молитвенных домов, в Эчмиадзинском уезде — 16 мечетей (из них 4 — в селении Шагрияр), в Сурмалинском уезде — 18 мечетей, в Шарур-Даралагёзском уезде — 47 мечетей (из них 3 в селении Енгиджа), в Нахичеванском уезде без городов — 36 мечетей (из них 3 в селении Нехрам) и 7 мусульманских молитвенных домов, в Новобаязетском уезде — 2 мечети (обе в селении Хусейн-Кули-Агалу (Агкилиса)).
По данным на начало XX века, в Эривани было восемь шиитских мечетей (включая недействующие к тому времени) — Аббаса Мирзы, Залхана, Тапабаши, Голубая мечеть, Гаджи-Новруз-Али-бека, Гаджи-Джафар-бека, Хана Сартипа, Демирбулагская. У шиитов также было более 300 молитвенных домов, в основном в Нахичеванском, Шарур-Даралагезском и Сурмалинском уездах. У суннитов было 6 молитвенных домов.

### Галерея

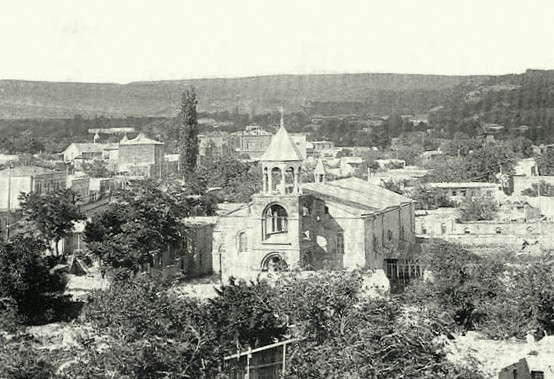
Древнейшая церковь в Эривани Святых Павла и Петра (возведена в VI—VII веках, разрушена и восстановлена в XVII веке)
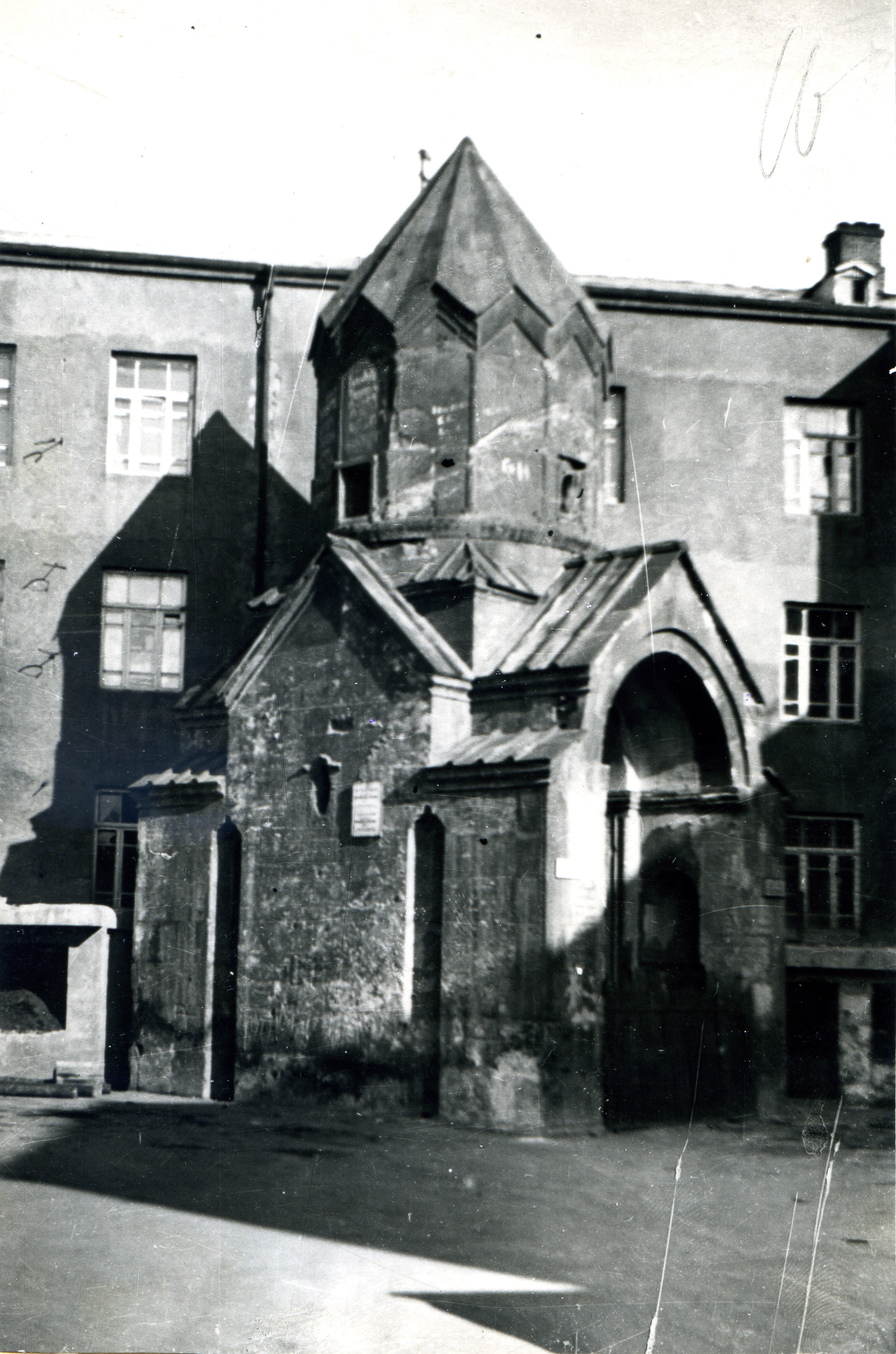
Церковь Святой Богородицы Катогике (дата постройки - 1265 год)
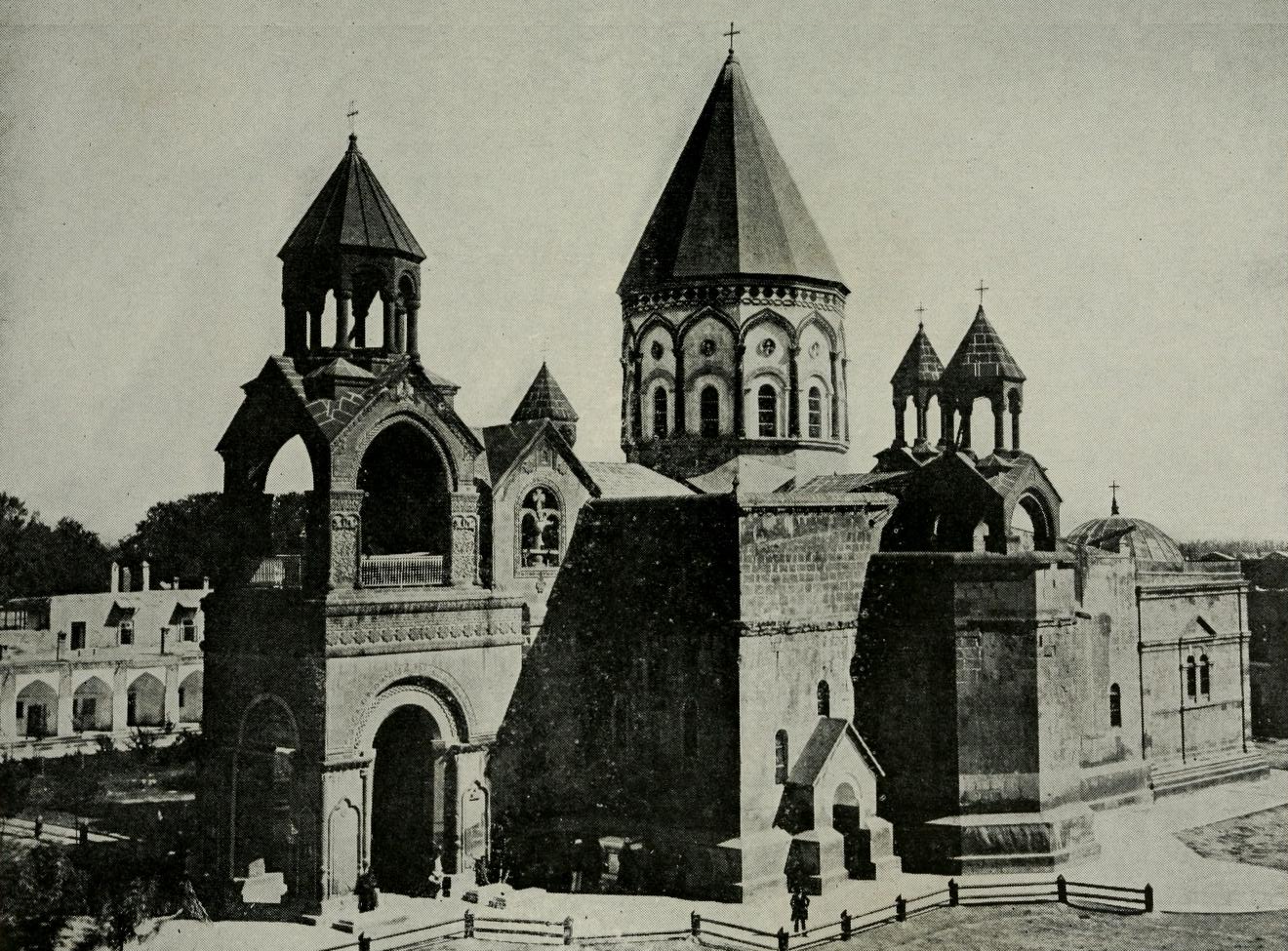
Эчмиадзинский кафедральный собор (возведен в IV—V веках, впоследствии многократно перестраивался)
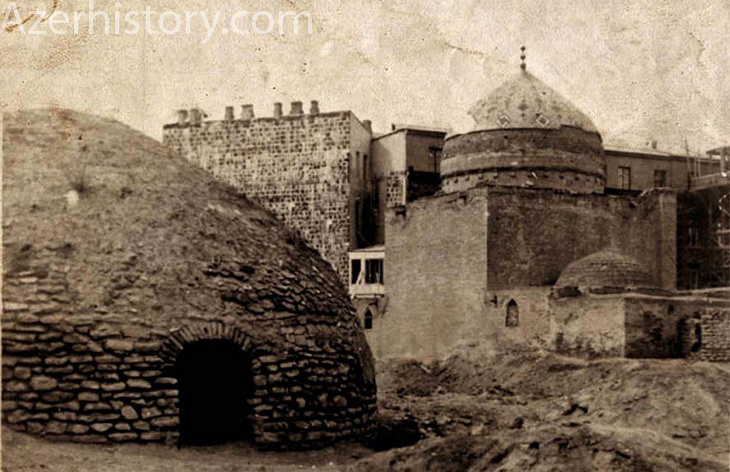
Мечеть Залхана (дата постройки - 1649 год)
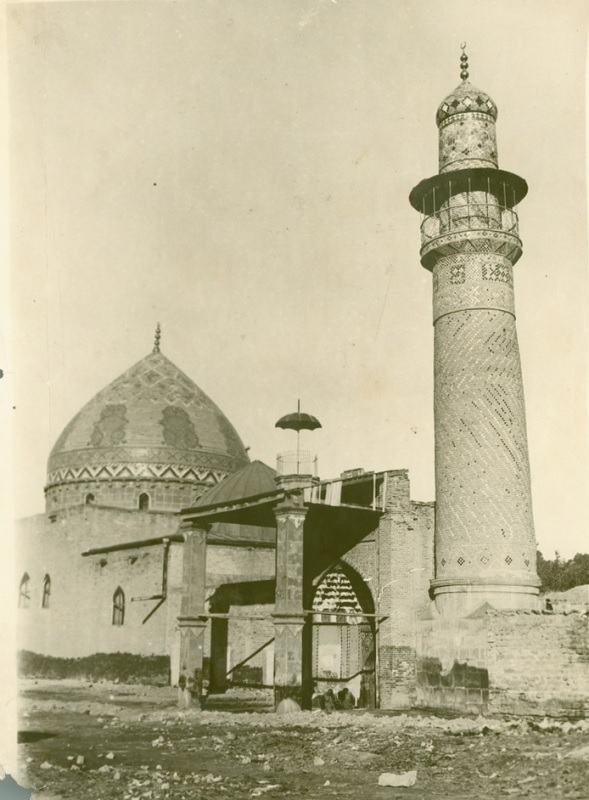
Голубая мечеть (дата постройки - 1764—1768 годы)
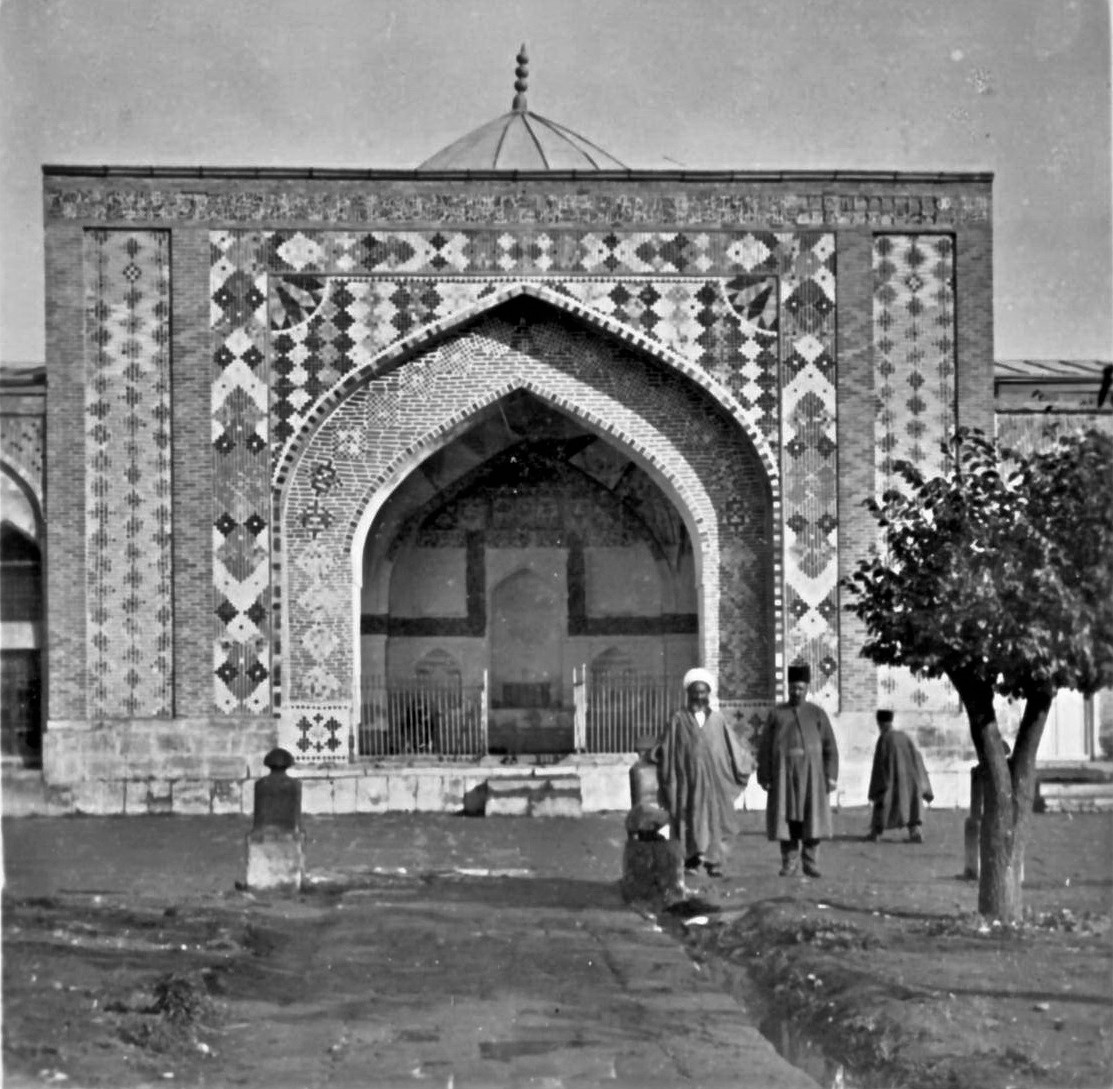
Малая Геги-мечеть в Эривани (часть Голубой мечети).

## Армия
4 из 5 воинских частей на территории Эриванской губернии располагались либо около турецкой границы, либо предназначались для обороны Тифлиса (Эривань, Эчмиадзин, Сурмалу, Александрополь и Ново-Баязет) и только одна (Нахичевань) — на границе с Персией, которая, в отличие от Османской империи, не рассматривалась Россией как потенциальный противник.
Призывные участки были в каждом уезде губернии: Эриванский уезд — Эривань и Камарлу; Эчмиадзинский — Вагаршапат, Аштарак; Сурмалинский — Игдыр; Нахичеванский — Нахичевань, Ордубад; Шарур-Даралагезский — Баш-Норашен; Ново-Баязетский — Ново-Баязет, Гезаль-Дара, Нижние Ахты; Александропольский уезд — Александрополь, Джаджур, Илли Каракилис, Большой Каракилис, Хором . Каждый уезд имел свои сборные пункты для пехотных и кавалерийских частей, которые располагались в уездных городах и крупных населенных пунктах.
В уездах имелись призывные (сборные) пункты, укомплектованные русскими и армянскими офицерами (в Эриванском уезде по состоянию на 1912 год имелось 12 пунктов; в Эчмиадзинском —18, в Сурмалинском — 8, в Нахичеванском — 13. в Шаруро-Даралагезском — 8, в Новобаязетском — 17, в Александропольском — 15). Было также несколько мусульман, которые отвечали за ведение учёта и сбор армейского налога. Взамен уплаты этого специального военного налога, мусульмане были освобождены от военной службы. Как отмечает Дж. Бурнутян: «Вероятно, местные русские чиновники не доверяли татарам (азербайджанцам), которые, возможно, испытывали симпатии к туркам-османам».
В губернии служило два высокопоставленных офицера: один в Эривани, отвечающий за оборону Эриванского, Ново-Баязетского, Нахичеванского и Шарур-Даралагезского уездов, а другой в Александрополе (зона ответственности — Александропольский, Эчмиадзинский и Сурмалинский уезды).
К 1912 году в губернии дислоцировались следующие армейские соединения Русской императорской армии:
1. Эриванский уезд (включая город Эривань). Штаб Эриванской приграничной стражи, 2-я Кавказская казачья дивизия в составе: 1-го Полтавского казачьего полка, Эриванской пограничной бригады, 2-го Кубанского полка, 5-й Кубанской казачьей батареи и 2-я Кавказская стрелковая бригада в составе: 5-го, 6-го и 7-го Кавказских стрелковых полков, 1-й Кавказской артиллерийской дивизии и 2-й Кавказской батареи. Сотня 1-го Полтавского казачьего полка, Управление 2-го Кавказского казачьего Коннорс-артиллерийского дивизиона, 1-я Кубанская казачья батарея, Команда 2-й батареи 2-го Кавказского стрелкового артиллерийского дивизиона. Три эскадрона Полтавского казачьего полка со штабом и 5-я кавалерийская батарея кубанских казаков дислоцировались вблизи Эривани (селение Канакер);
2. Александропольсий уезд (включая город Александрополь): 8-й Кавказский стрелковый полк, 2-й осадный (учебный) артиллерийский полк с управление , управление и 1 дивизион 39-й артиллерийской бригады, 39-я стрелковая дивизия с штабом, 1-я бригада, 153-й Бакинский стрелковый полк, 154-й пехотный Дербентского полк, 2-я бригада 2-й стрелковой дивизии, 18-й драгунский Северский полк, 80-я стрелковая дивизия Кабардинского полка, 45-й драгунский полк, одна рота Александропольской крепостной артиллерии и артиллерийский склад, Александропольская инженерная дистанция, лазарет и полурота 1-го Кавказского железнодорожного батальона; В городе также располагалось управление Александропольского уездного воинского начальника и управление коменданта крепости и города.
3. Сурмалинский уезд. Рота 7-го Кавказского стрелкового полка дислоцировалась в Игдыре;
4. Эчмиадзинский уезд. Команда от роты 7-го Кавказского стрелкового полка, рота 8-го Кавказского стрелкового полка (Вагаршапат), сотня 2-го Полтавского полка;
5. Небольшие воинские части дислоцировались в Нахичевани и Ордубаде;
6. Жандармерия.

## Экономика и финансы

### Экономика
Экономика губернии была в основном сельскохозяйственной, однако доля промышленного производства в экономике постоянно увеличивалась, а к 1912 году доля сельского хозяйства в экономике губернии (в частности, производство зерна) опустилась до уровня в 55—57%.
В самом начале века, на города Эривань и Александрополь приходилось наибольший процент (65,4%) от общего объёма всей губернской торговли.

#### Производство
В губернии было развито производство шелка. Мастерские в основном располагались в Нахичеванском и Шарур-Даралагезском уездах. Шёлк поставлялся на экспорт в том числе и во Францию. Например, только Ордубаде было 5 шёлкоткацких мастерских, по одной мастерской располагалось в сёлах Нижние Акулисы и Чананап. Владели производством как армяне, так и азербайджанцы и иранцы.
В губернии шили ковры и небольшие коврики. Однако их объём был не сравним с объёмами, сотканными, например, в Карабахе. В губернии производили также напольные покрытия и предметы гардероба (сумки), также было развито рыболовство и пчеловодство.
В 1902 г. на территории губернии насчитывалось 3469 мастерских и небольших предприятий. Крупных предприятий на тот момент ещё не было. На долю Эриванского уезда приходилось 43,3% выпуска различной продукции, Нахичеванского — 20,8%, Александропольского — 12,5%, Эчмиадзинского — 11,8%, Шарур-Даралагезского — 8,4% и Сурмалинского — 3,2%. К началу 1910-х годов на долю Эриванского уезда приходилось уже 66,5%, Александропольского, занимавшего второе место — 9%, на остальные 5 уездов — 24,5%.
К второй половине 1900-х годов было открыто ещё 107 новых производственных предприятий или ремесленных мастерских. На 3576 заводах служил 9261 рабочий. К 1910 году количество предприятий увеличилось до 3642, на них трудилось 10306 рабочих.
Армяне доминировали на управленческих должностях, в различных профессиях и производстве, а также выпускали подавляющий процент промышленных товаров на территории губернии, выпуск которых к 1912 году удвоился по сравнению с началом XX века. Армяне также являлись главной движущей силой развития и преобразования экономики губернии в более современную. Владея чугунолитейным заводом, армяне монополизировали продажу различного оборудования, станков и механизмов, необходимых для комплектования промышленных предприятий губернии.

##### Добыча медной руды
Медеплавильное производство являлось ведущей отраслью промышленности губернии.
Эксплуатировалось несколько рудников по добыче медной руды: два в Шарур-Даралагезском уезде, один — в Александропольском, близ села Сисимадан. Последнее предприятие являлось наиболее мощным по объёму добычи руды и выплавке меди, принадлежало фирме «Гриельский и К°». По состоянию на 1908 год только в Сисимадане было добыто 34 тыс. пудов медной руды (в 1895 году — 14,5 тыс., в 1899 — более 42 тыс.). В 1912 году медеплавильный завод был сдан в аренду армянскому предпринимателю Акопову.
В целом, множество мелких и средних медных рудников принадлежало армянским предпринимателям. Однако к началу Первой мировой войны, доля иностранного капитала в горнорудной промышленности Закавказья, в среднем, составляла не менее 2/3.

##### Каменная соль
Каменная соль, произведённая в Эриванской губернии была очень высокого качества, и шла на экспорт как в Персию, так и Османскую империю. Был также внутрироссийских экспорт — в губернии Закавказья и другие регионы. Соль производили в Нахичеванском уезде (в 1908 году производство составило 205 000 пудов) и в вблизи села Кульп Сурмалинского уезда (≈ 1 млн пудов). Занимались производством в основном армяне.

##### Коньячно-вино-водочное производство

Эриванский коньячный завод в начале XX века

В 1887 году армянский купец и меценат Нерсес Таирян основывает производство вина в Эривани (сейчас это Ереванский коньячно-винно-водочный комбинат «Арарат»), а через 10 лет начинает выпуск коньяка. В 1894 году грузинский предприниматель Давид Сараджишвили основывает в Эривани ещё один завод по производству коньяка (сейчас это Ереванский коньячный завод). С 1898 года оба предприятия переходят в аренду, а с 1901 года в собственность фирмы «Шустов и сыновья» Николая Шустова, которая к 1913 году сосредоточила в своих руках производство на территории губернии 45% коньяка.
В 1890-х годах на территории губернии было открыто ещё 4 завода по производству вина и коньяка. С 1890 по 1900 годы производство спирта выросло в 16 раз. В 1908 году губернии было произведено 298 714 литров коньяка.
В целом, к 1914 году на территории губернии имелось 456 спиртзавода, 4 завода по производству водки, 17 винных и 2 коньячных склада, 584 торговых точек. Предприятия губернии производили >38% всех алкогольных напитков и >72% коньяка всего Кавказа и Закавказья.

#### Энергетика
В 1907 году Николай Шустов (владеющий к тому времени двумя заводами в Эривани по выпуску алкогольной продукции) построил небольшую однотурбинную гидроэлектростанцию на реке Раздан электроэнергиях проставлялась, в том числе, и на его предприятия. Общество «Ампер», также на реке Раздан, построило гидроэлектростанцию с тремя турбинами, которая поставляла электроэнергию крупным предприятиям в центральной части Эривани, а также кинотеатру. Несколько более крупных электростанций, использующих пар, получали нефть из Баку. К 1914 году в городе также имелись 3 электростанции, оборудованные дизель-генераторами, поставленными из Германии.
В 1909 году армянскими специалистами начались исследования по возможному использованию ресурсов озера Севанга (Гёкча) для выработки электроэнергии. Однако на тот момент результаты были отрицательными.

#### Земледелие и садоводство
Плодородная земля разделялась на территории, нуждающиеся в орошении, и на территории, на которых урожай могли выращивать только посредством дождей и таяния снега. Также, разделение шло на территории, где выращиваются зерновые культуры, и территории, предназначенные для выращивания кормов для животных.
Участки, которые были не пригодны для посева сельскохозяйственных культур из-за недостаточного количества выпадающих осадков, использовались под пастбища. Летние пастбища располагались на высотах не более 3000 метров (всего 1109 пастбищ), зимние — 900 метров (164 пастбища). Наибольшее число пастбищ было в Сурмалинском и Нахичеванском уездах.
На территории губернии выращивали виноград (выращивался в основном на территории Эриванского и Эчмиадзинского уездов), пшеницу (озимую и яровую), ячмень, рожь, полбу, рис, хлопок, различные фрукты, кунжут, овощи (картофель, капусту, репу, лук, свеклу, фасоль, горох, помидоры, огурцы, баклажаны и др.), а также различные виды трав. Производили различные виды масел (из семян кунжута, семян конопли и льна).
Хлопок являлся важным экономическим продуктом. После 1850-х годов государство начало субсидировать его производство (спрос на хлопок также увеличимся в связи с Гражданской войной в США). В 1884 году из США мануфактурным предприятием Савы Морозова был начат импорт семян, которые были распределены среди предприятий губернии. В 1886 году Большая Ярославская Текстильная Компания открыла свои представительства в Эривани и селе Энгиджа Шарур-Даралагезского уезда, приступив к инвестициям и модернизации оборудования на предприятиях, производящих хлопок. Компания осуществляла продажу хлопка, произведённого в Эриванской губернии. На следующий год ещё 3 компании (из Москвы, Тифлиса и Лодзи) начали закупать хлопок в Эриванской губернии. Надзор за выращиванием хлопка в губернии осуществлялся на высочайшем уровне при Александре III. Основными уездами производства хлопка были: Сурмалинский (61,3%), Эриванский и Эчмиадзинский.
В 1863 году урожай хлопка составил 60 тыс. пудов, в 1870 — 277 тыс. пудов, в 1891 — 464,5 тыс. пудов, в 1912 — 945 тыс. пудов (американского и местного сортов). Эриванская губерния была крупнейшим регионом Кавказа и Закавказья по выращиванию хлопка (с долей >37%).
Рис являлся важным предметом как внутренней, так и внешней торговли. К 1890-м годам, около 20% всего экспортируемого из Российского Закавказья риса, приходилось на Эриванскую губернию. В 1908 году экспорт риса из губернии составил 25 тыс. пудов, а в 1913 — 172 тыс. пудов.
В губернии выращивали табак, в основном, в нескольких сёлах Шарур-Даралагезского и Сурмалинского уездов. Использовался табак в трубках, кальянах у местных жителей и продавался горским племенам.
К 1912 году урожай Эриванской губернии достиг уровня 19,35 млн пудов. Все мельницы, эксплуатирующиеся в губернии (около 1900 шт.) принадлежали государству.
На территории губернии имелись многочисленные фруктовые сады. Выращивали в основном абрикосы, персики, сливы, шелковицу, яблоки, груши, вишню, гранат, айву и арбузы. 90% урожая получали на территории Эриванского, Эчмиадзинского и Нахичеванского уездов. Сады поливались узкими арыками, соединёнными с основными оросительными каналами.

#### Экспорт и импорт
По данным за 1908 год, экспорт товаров из губернии только по железной дороге составил 4,786 тыс. пудов, импорт — 9,678 тыс. пудов.
Из губернии и через её территорию экспортировались следующие товары: медь, каменная соль, рыба, виноград, алкоголь (вино и коньяк), фрукты, хлопок, овечья, козья и верблюжья шерсть, различные шкуры, яйца, изюм, масло, рис, чай, солод, пшеница, просо, ячмень, горох, бобы, рожь, овес, полба, дрова и др. В губернию импортировалось: керосин (из Бакинского уезда одноимённой губернии), сухофрукты и орехи, ковры, ткани и скот (из Персии), кожа, хлопок, сахар, антрацит, железо, сталь и другие металлические изделия, зерно чай (из Европейской части страны) и табак из Османской империи. Бо́льшая часть товаров, импортируемых из Персии, шла дальнейшим транзитом в Европейскую часть страны. Экспортировалось в Персию: хлопчатобумажные ткани, сахар, изделия из металла, пшеница, крупный рогатый скот и керосин и др..
Товарооборот Эриванской губернии в 1912 году составил около 23 млн рублей, причём экспорт в 3 раза превышал импорт.

### Финансы
Эриванский Департамент финансов и казначейства (Эриванская казённая палата) состоял из трёх отделений, и курировал, помимо Эриванской, ещё Елисаветпольскую губернию и Карсскую область. В состав Эриванского филиала входили налоговые конторы с штатными специалистами, а зона ответственности распространялась на все уезды и уездные города губернии. Большинство бухгалтеров и помощников были армянами, а высшие должностные лица — русскими.
В отделении по Эриванской губернии находилось 5 казначейств (Эриванское, Александропольское, Игдырское, Новобаязетское и Нахичеванское), по одному податному инспектору на каждый уезд губернии (в Эриванском и Нахичеванском уезды имелись также помощники инспекторов).
В Эривани и Александрополе находились филиалы Государственного банка России (в составе управляющего, контролёра, помощника, секретаря, бухгалтера с семью помощниками, кассира с двумя помощниками, двух инспекторов по кредитам и трёх работников канцелярии), а также Тифлисского коммерческого банка. Во втором городе был также Городской банк.
Во многих населённых пунктах действовали кредитно-сберегательные товарищества (Эривань, Еленовка (Севан), Аштарак, Камарлу и др.). Таможенные пункты находились в Джульфе и Ордубаде. Также для тех, кто ввозил или вывозил товары из Ирана или в Иран, действовал Эриванский филиал Бакинской таможни. Процентная ставка по кредитам составляла 3—5%.
В губернии функционировало 7 сберегательных фирм (3 в Эривани, 2 в Александрополе, по 1 в Нахичевани и Ордубаде). Было также некоторое количество нотариусов, кредитных и страховых компаний.

### Землевладение
До проведения земельных реформ середины XIX века, на территории губернии существовали следующие виды землевладения:

1. Государственное;

2. Мюлк — частная собственность на землю, принадлежащую знати (армянские мелики и кевхи, мусульманские (азербайджанские) ханы и беки и др.);

3. Арбаби — незначительное количество очень мелких земельных участков, принадлежавших отдельным собственникам (у армян подобные участки назывались Танутеры);

4. Тиул — земля, предоставленная в обмен на службу (то есть вотчина). Большинство из владельцев получали выплаты в виде процента от урожая. К началу XX века на территории губернии подобного вида владений осталось только 40 участков;

5. Вакф — собственность, принадлежащая религиозным учреждениям (крупными землевладельцами были Эчмиадзин, Татев, Ахпат, Санаин, Гегард);

6. Частичное (совместное) владение — вид землевладения, когда часть земли находилась в совместной собственности или оспаривалась между государством и другой стороной.
К началу XX века на территории губернии наиболее распространёнными были следующие виды землевладения: государственное, частное, совместное (оспариваемое) государственное и частное, а также имущество, принадлежащее Армянской церкви и мусульманским религиозным учреждениям.
| Уезд                      | Тип собственности | Тип собственности | Тип собственности |
| Уезд                      | Государственная   | Частная           | Совместная        |
| ------------------------- | ----------------- | ----------------- | ----------------- |
| Александропольский уезд   | ≈100,0%           | -                 | -                 |
| Нахичеванский уезд        | 24,0%             | 58,7%             | 17,4%             |
| Новобаязетский уезд       | 95,0%             | -                 | -                 |
| Сурмалинский уезд         | 72,5%             | -                 | -                 |
| Шаруро-Даралагезский уезд | 74,8%             | -                 | -                 |
| Эчмиадзинский уезд        | 76,4              | -                 | -                 |
| Эриванский уезд           | 61,5%             | 24,1%             | 14,5%             |

### Налоги и сборы
С вхождением региона в состав России были отменили некоторые из самых неправомерных налогов (в период Каджарской власти на территории Эриванского и Нахичеванского ханств было более 30 видов налогов, значительная часть которых была нерегулируемыми и своевольными). На протяжении XIX века налоговая система также претерпевала серьёзные изменения (в основном в период реформ 1840—1886 годов): введение денежного налога взамен натурального, были отменены подушный налог и обязательные трудовые повинности (барщина), а большое количество сомнительных частных землевладений передавалось под контроль государства. С 1900 года были установлены фиксированные процентные ставки по взимаемым налогам, что в дальнейшем привело к повышению уровня жизни прежде всего крестьянского населения губернии. Платя налоги, жители могли ощутить на себе развитие систем здравоохранения, образования, транспорта, безопасности, а также пользоваться другими преимуществами жизни в составе России.
С введением нового Налогового кодекса в июне 1910 года, Эриванская губерния разделялась на четыре округа по сбору налогов. Согласно кодексу, вводилась также оленя разбивка налогов на сельское и городское население:
- 1) Эриванский и Ново-Баязетский;
- 2) Эчмиадзинский и Сурмалинский;
- 3) Нахичеванский и Шаруро-Даралагезский;
- 4) Александропольский.

Эриванская губерния состояла в IV Округе Управления Акцизными Сборами Закавказского округа и делилась на четыре акцизных участка:
- 1) Эчмиадзинский, часть Эриванского и Новобаязетский уезды;
- 2) Часть Эриванского и Сурмалинский уезды;
- 3) Часть Эриванского, Нахичеванский, Шаруро-Даралагезский уезды;
- 4) Александропольский.

Управления по сбору акцизов на алкоголь и табак, укомплектованные в основном русскими, располагались во всех крупных городах губернии.
Российское государство, в отличие от ханских правителей, равно облагало налогами армянских и мусульманских крестьян. К началу XX века Министерство финансов Российской империи получало доходы из прямых и косвенных источников. По состоянию на 1912 год, бо́льшую часть налогов платили крестьяне, составляющие на тот момент около 85% населения Эриванской губернии.
| Прямые налоги | Косвенные налоги |
| --- | --- |
| 1. Государственный оброк (поземельная подать). Представлял собой ренту, уплачиваемую крестьянами за казённую землю (13—14% от общей стоимости урожая). 2. Крестьяне, трудившиеся на частной земле платили Государственный земельный налог, составляющий 2,69—3,35% от стоимости урожая. Кроме этого, они должны были платить помещику разницу между меньшим государственным земельным налогом и рентой. В итоге получалось, что крестьяне, жившие на государственной и на частной земле платили приблизительно одинаковую сумму налогов. 3. Земский сбор. Налог для крестьян, проживающих в общинах. Составлял 6—8% от стоимости урожая. Таким образом, крестьяне на государственных и частных землях платили от 19,0% до 22,5% своего дохода государству или государству и помещику. Самый низкий показатель был в Нахичеванском уезде (19,17%), самый высокий — Шарур-Даралагезском (22,65%). Общая сумма этих налогов зависела от размера деревни, количества дворов, вида и количества выращиваемых культур. 4. Крестьяне, проживающие в сёлах, землёй которых государство владело совместно с частным владельцем, платили налоги в соответствии с процентной доли земли, принадлежавшей каждой стороне. 5. Крестьяне, проживающие на небольших придомовых участках, которыми управляли ханы, мелики и др., платили самую низкую ставку (3—5%), а остаток шёл владельцу земли. 6. Крестьяне, проживающие на землях, принадлежавших Армянской церкви, платили налоги только ей. Государству ничего не поступало. В эту категорию попадали села Вагаршапат, Ошакан и Мугни Эчмиадзинского уезда и др. | Помимо земельного налога, были и следующие виды налогов и сборов. Сумма этих налогов зависела от размера деревни и услуг, которые она использовала. 1. Плата (взносы) на содержание: - а) государственных структур и служащих (администрация, полиция, суды и т. п.); - б) учебных заведений; - в) системы орошения; - г) содержание инфраструктуры (дорог, мостов, оросительных каналов и т.п); Некоторые деревни освобождались от определённых видов налогов. Однако абсолютно все деревни должны были платить за содержание государственных служащих и содержание инфраструктуры. 2. Армейский (воинский) налог. Платили только мусульмане, поскольку они были освобождены от воинской службы, они должны были платить специальный налог, взимаемый с числа годных взрослых мужчин в каждой деревне; 3. Акцизы. Государство взимало акцизный налог с продажи алкогольных напитков, табака, сахара, сигаретной бумаги и спичек. Более 90% суммы этого налога приходилось на продажу алкогольной продукции; 4. Дополнительные доходы. Государство взимало ввозно-вывозные пошлины (таможенный доход), гербовый сбор за бланки, ходатайства и другие документы (гербовый сбор), льготы (правительственные регалии), государственные пошлины за почтовые, телеграфные и денежные переводы, а также в качестве транспорта по железной дороге или водным транспортом (прочие пошлины и сборы). |

## Транспорт и связь
До строительства железных дорог для перевозки товаров в регионе применялась арба, запряженная лошадьми или волами, а также верблюды и мулы.
Открытие участков Закавказской железной дороги Тифлис—Александрополь—Карс в 1899 году, Александрополь—Эривань в 1902 году, Эривань—Джульфа в 1908 году, участок до Иранской Джульфы в 1914 году и Джульфа—Тавриз в 1916 году, способствовало интеграции губернии с остальной частью Закавказья и Кавказа, а также превратило её в важный транспортно-транзитный хаб, придав особый стимул для развития губернии и оказав огромное влияние на развитие экономики. Всего, перевод началом Мировой войны, около 426 км железнодорожной линии проходило через Эриванскую губернию. Уже во время войны (в 1916 году) начались изыскания под строительство продления железнодорожной ветки от Джульфы до Елисаветпольской и Бакинской губерний.
Поезд отправлялся из Тифлиса в Александрополь ежедневно, из Александрополя в Эривань курсировал по воскресеньям, средам и пятницам, из Эривани в Александрополь — по понедельникам, четвергам и субботам.
К 1912 году Эриванская губерния имела почтовые и телеграфные связи с основной частью России через Тифлис; с Персией — через Джульфу и Ордубад; с Османской империей — через Александрополь и Карс. Центральную почтово-телеграфную контору имели все уездные города (и села) губернии. Почтово-телеграфные отделения имели также крупные села: Баш-Норашен, Верхние Акулисы, Дарачичаг, Еленовка (Севан), Камарлу, Кульпы, Нижние Ахты. В селах Аштарак, Давалу, Шахтахты и Чананаб была только почта. Почтмейстеры, за исключением одного армянина в Александрополе, были русскими. Например, денежные переводы можно было отправлять из почтово-телеграфных контор.

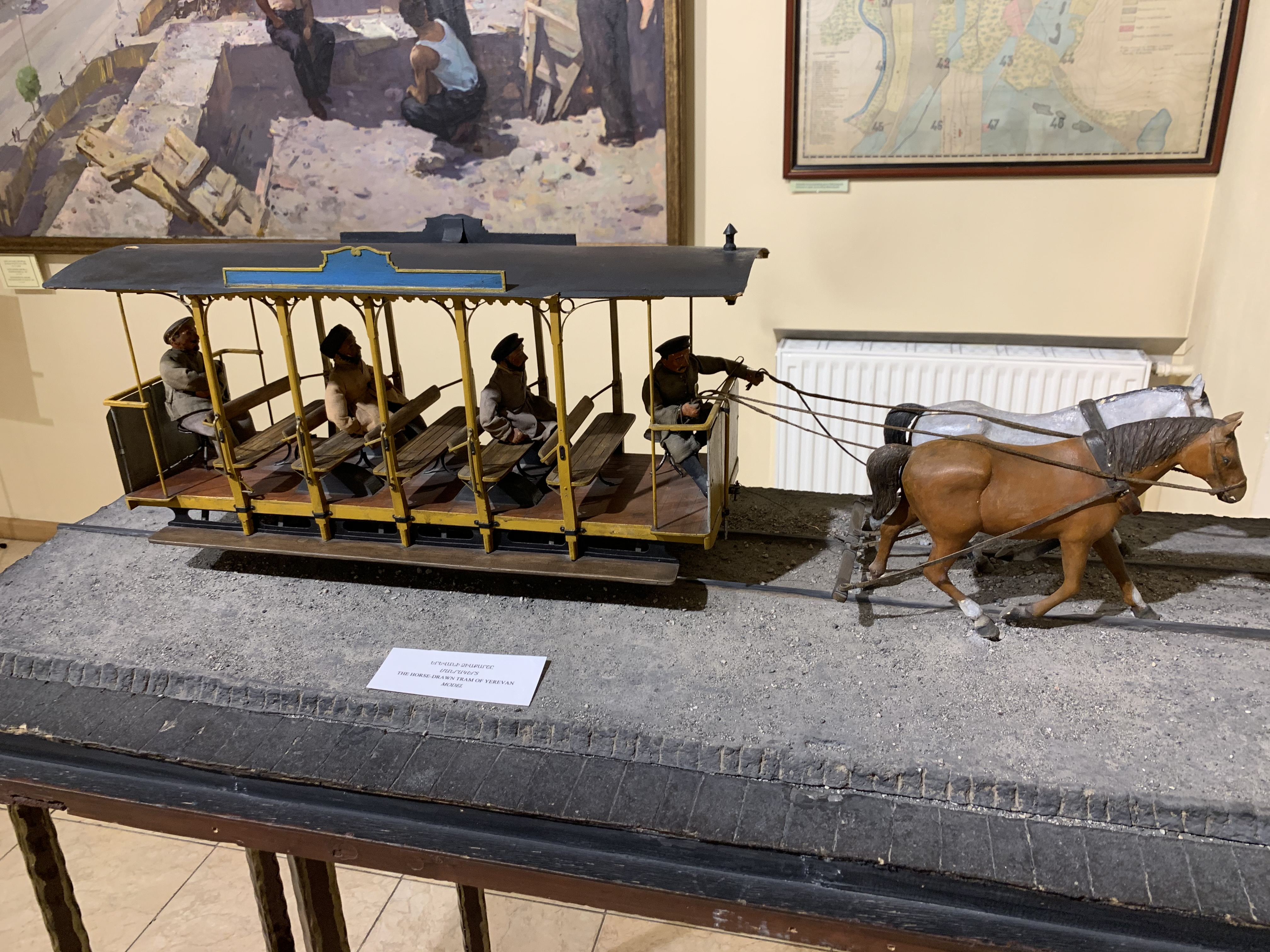
Макет городской конки, Музей истории Еревана
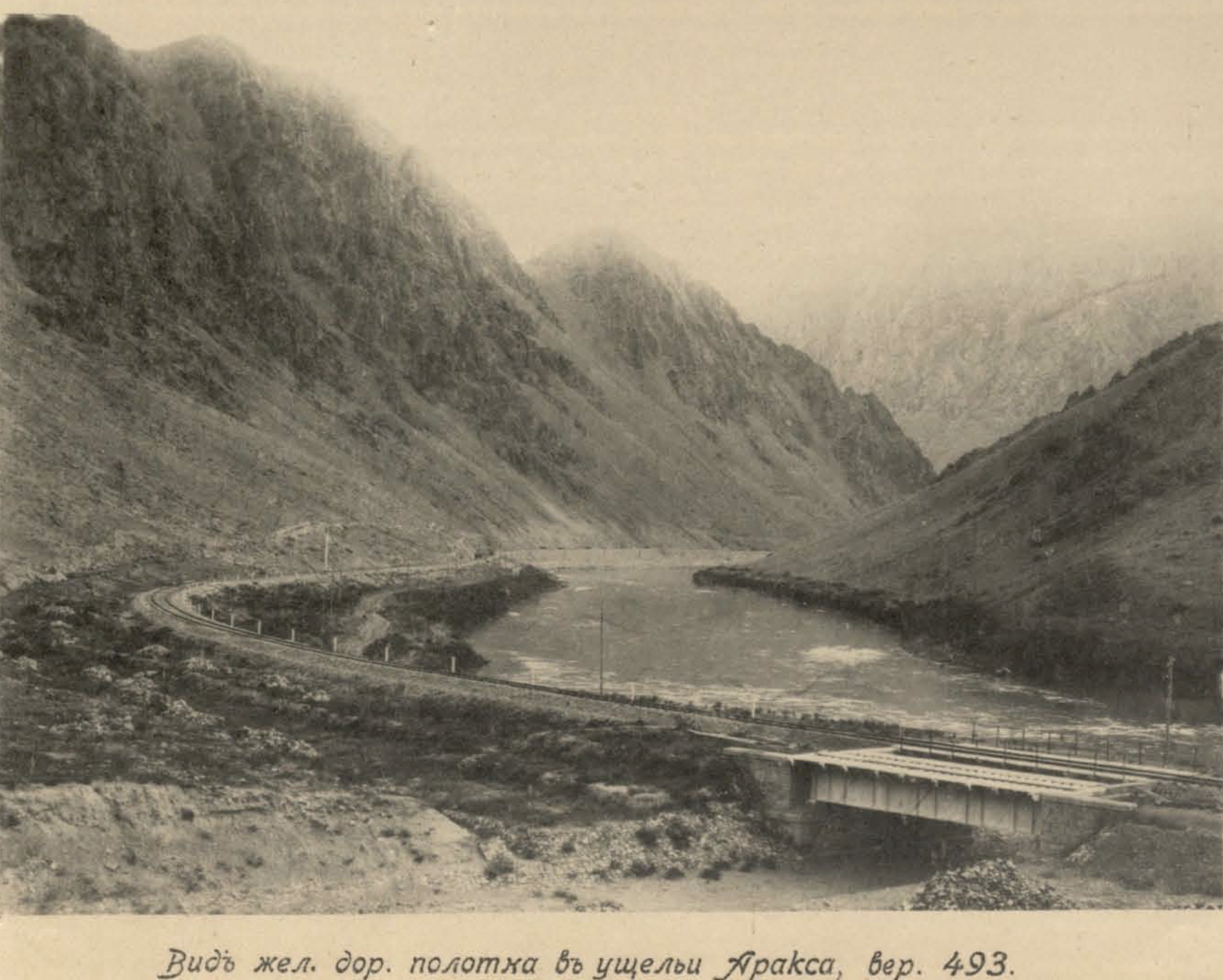
Вид железнодорожного полотна в ущелье Аракса, вер. 493
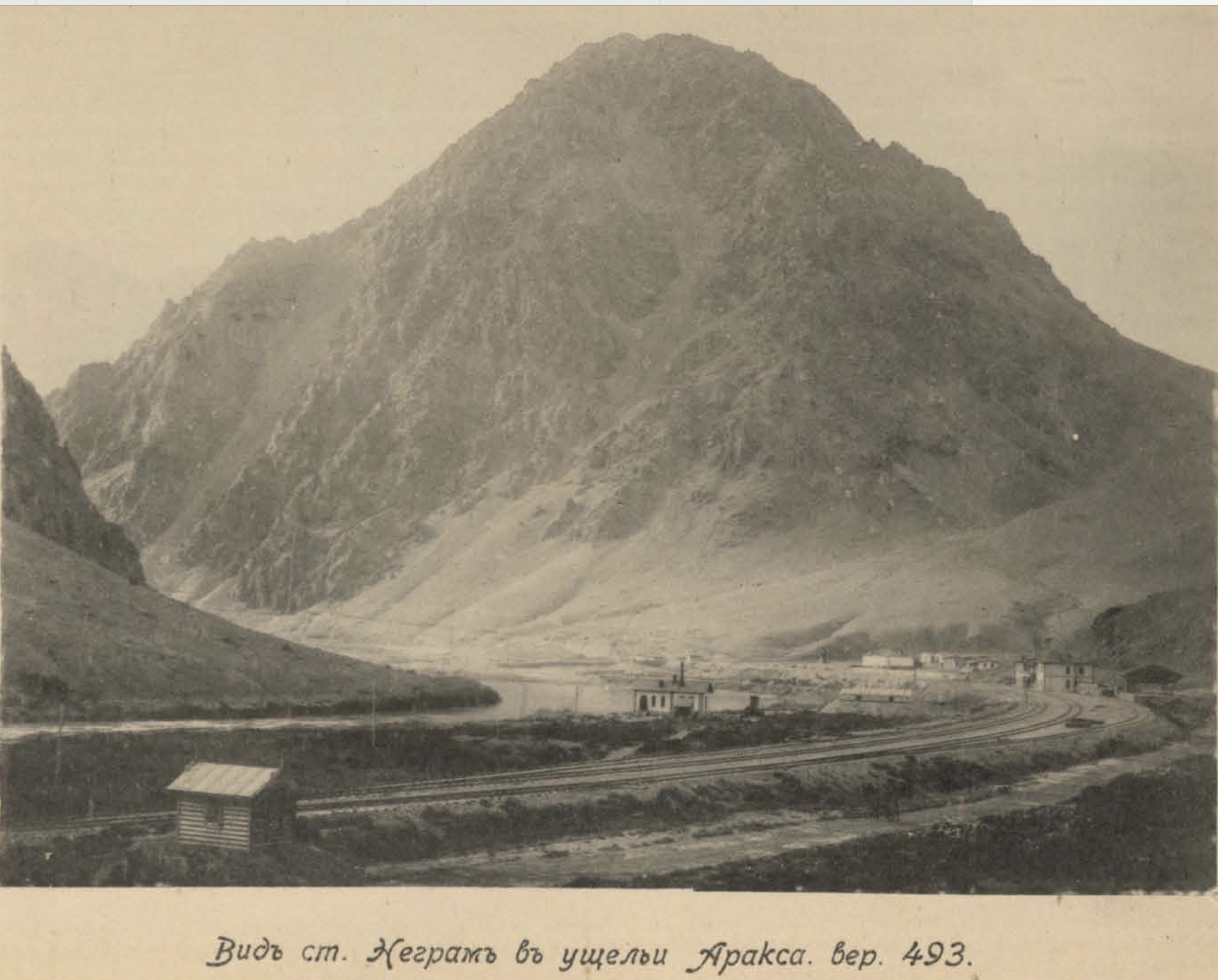
Вид от станции Неграм в ущелье Аракса, вер. 493
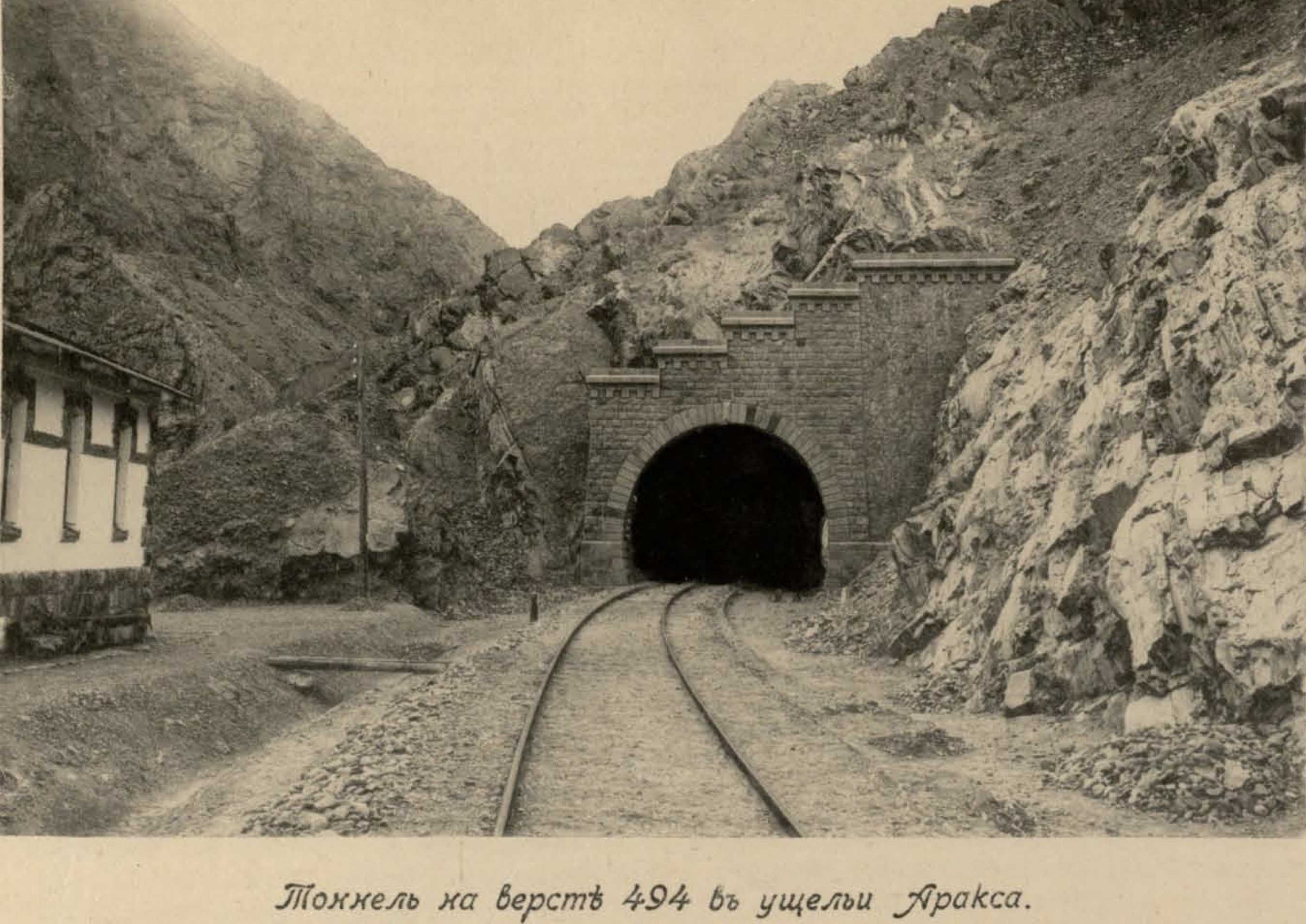
Железнодорожный тоннель в ущелье Аракс, вер. 494

## Образование

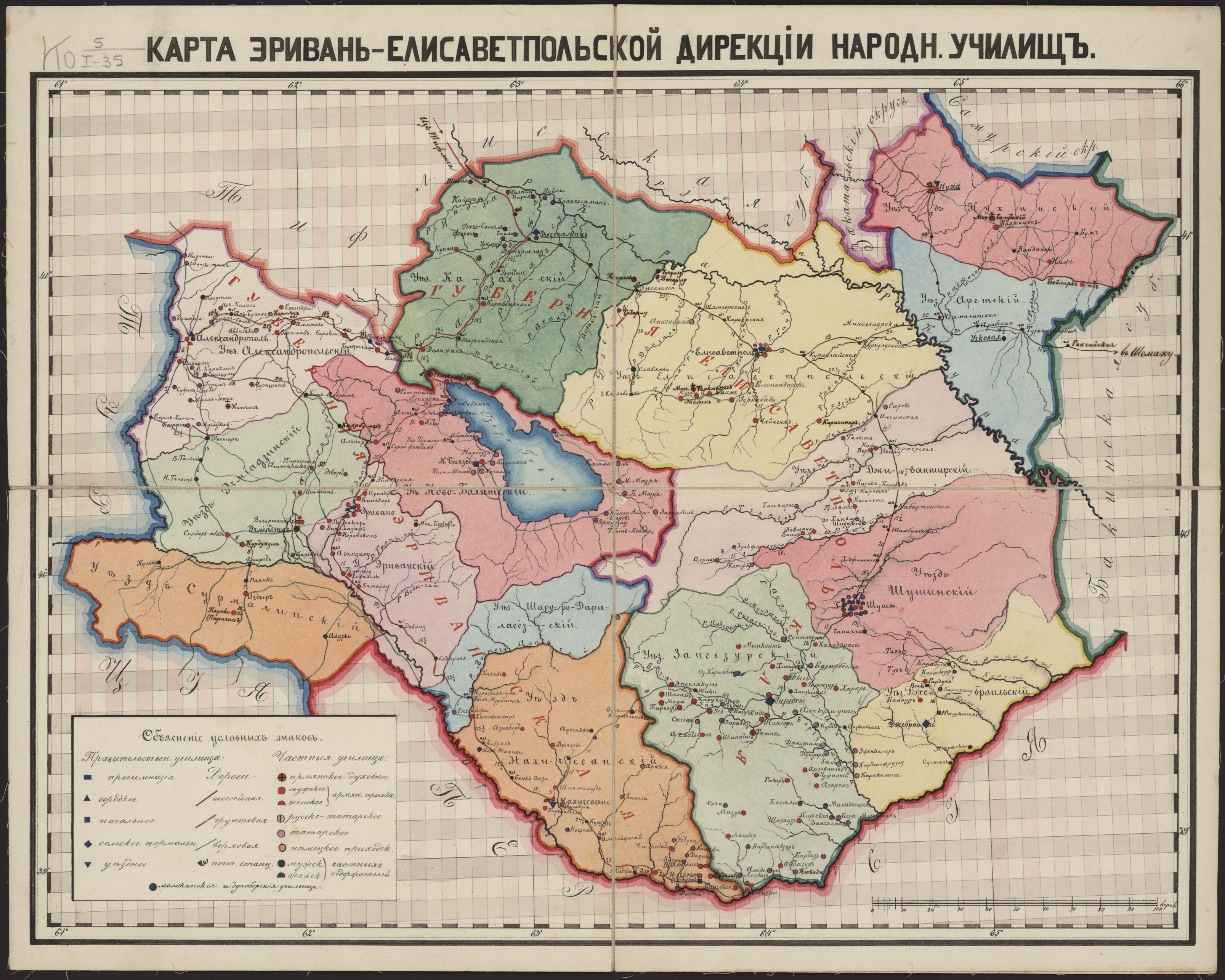
Карта Эривань-Елисаветпольской дирекции народных училищ по состоянию на 1876 год

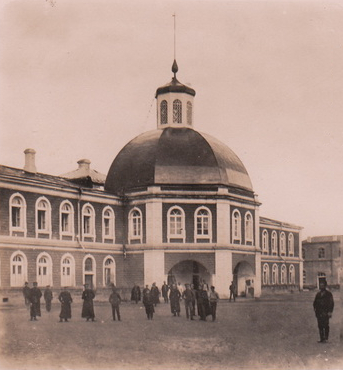
Здание армянской Духовной семинарии Геворгян, Вагаршапат, 1910 год

По результату проведённых реформ системы образования 1872 года было создано 7 начальных школ в Эривани, Александрополе, Аштараке, Ново-Баязете, Нахичевани, Ордубаде и Игдыре. Через 10 лет насчитывалось уже несколько сотен школ (в основном начальных, а также средних).
На территории губернии располагались: мужская и женская гимназии и учительский институт в Эривани, женская прогимназия в Александрополе, городских училищ — 5, городских начальных общественных — 12, городских начальных казённых — 1, сельских казённых нормальных — 4, сельских — 12, министерства народного просвещения — 18, начальных — 39 и частных — 8. Учащихся в 1900 году было 6983. При некоторых училищах ремесленные и сельскохозяйственные отделения. Всего, в Александрополе было 7 учебных заведений.
Ко второй половине XIX века в губернском городе имелось женское училище Святой Рипсиме и уездное училище. В 1868 году уездное училище преобразовалось в прогимназию с пансионом. В 1880 году открылось новое высшее начальное училище (носящее с 1880 года имя А. С. Пушкина). В 1866 году была открыта армянская женская школа Гаяне.
К концу XIX века в городе Эривань имелись: армянская духовная семинария, 2 женских учебных заведения для армянок (подготовительное и среднее), 2 армянских мужских учебных заведения, а также 1 русская учительская семинария.
В Нахичеванском уезде было одно уездное училище и 5 приходских школ. В Ново-Баязетском — 1 училище (мужское) и 2 благотворительных учебных заведения. В губернии в целом, к концу XIX века, было 67 сельских общественных училищ с преподаванием на русском языке.
В Эриванской мужской гимназии обучалось 568 человек. В Эриванской женской гимназии имени Святой Рипсиме обучалось 445 учениц, в мужской семинарии — 85 студентов, в женской подготовительной гимназии — 164 ученицы. В Александропольском коммерческом институте было 440 студентов, в женской гимназии — 372 ученицы.
Кроме того, в Эривани было 16 государственных начальных и средних школ, в которых обучались 926 мальчиков и 157 девочек, и 12 таких школ в пяти городах губернии, в которых обучались 1225 мальчиков и 284 девочки. Во всех уездных городах было 117 начальных школ, в которых обучалось 6 686 мальчиков и 756 девочек. Государство также управляло 6 средними школами (4 в Эривани и 2 в Александрополе), которые вели подготовку учеников для дальнейшего поступления в различные российские университеты. В школах были русские, армянские или мусульманские религиозные наставники. Городские и сельские жители платили специальный налог государству, который шёл на обслуживание школ.
Армянской церкви принадлежало 5 школ в Эривани (761 ученик), 8 в других городах (1692 ученика) и 89 в сельских общинах (7429 учеников). Большинство учеников получали образование бесплатно за счет пожертвований состоятельных армян. Также церкви принадлежали несколько семинарий: духовная академия в Эчмиадзине с 202 студентами, семинария в Эривани с 395 студентами и семинария Вазгенян на острове Севан.
В зависимости от типа армянского учебного заведения и направления подготовки, преподаваемыми предметами были: армянский, русский, французский, немецкий, турецкий языки, арифметика, математика, история, география, литература, богословие, естественные науки. Кроме того, в некоторых заведениях преподавались: латынь, филология, гигиена, рисование, рукоделие, религиоведение под руководством русского и армянского духовенства. Духовные семинарии в Эривани, Севане, Тифлисе и Эчмиадзине (а также в Шушинском уезде Елисаветпольской губернии) готовили духовенство для армянских общин как России, так и Персии и Османской империи.
В Эривани у мусульман-шиитов было 4 средних школы (медресе) со 135 учениками, все они располагались рядом с мечетями. Ещё 5 школ было в крупных городах (Нахичевани, Ордубаде и др.), в которых обучалось ещё 135 учеников. Кроме того, было 27 начальных школ с 543 учащимися (только мальчики) в Эривани и других городах губернии, а также в сельских общинах с преобладающим мусульманским населением. У мусульман-суннитов было 9 школ в деревнях с подавляющим суннитским населением, в которых обучалось 137 мальчиков. Ученики изучали основы арифметики, арабский и персидский языки, каллиграфию, религию и другие предметы. Средние школы, в основном, финансировались за счет пожертвований, в то время как начальные — за чет пожертвований и платного обучения.
В Эривани имелось русское православное духовное училище с 87 учениками, одно в Александрополе с 84 учениками и 10 в сельских общинах с преобладанием русского населения, всего с 212 учениками.
К 1910 году Эривань (по данным «Памятной книжки Эриванской губернии на 1912 год») имел 28 учебных заведений, в которых обучалось 2733 юношей и 1296 девушек.

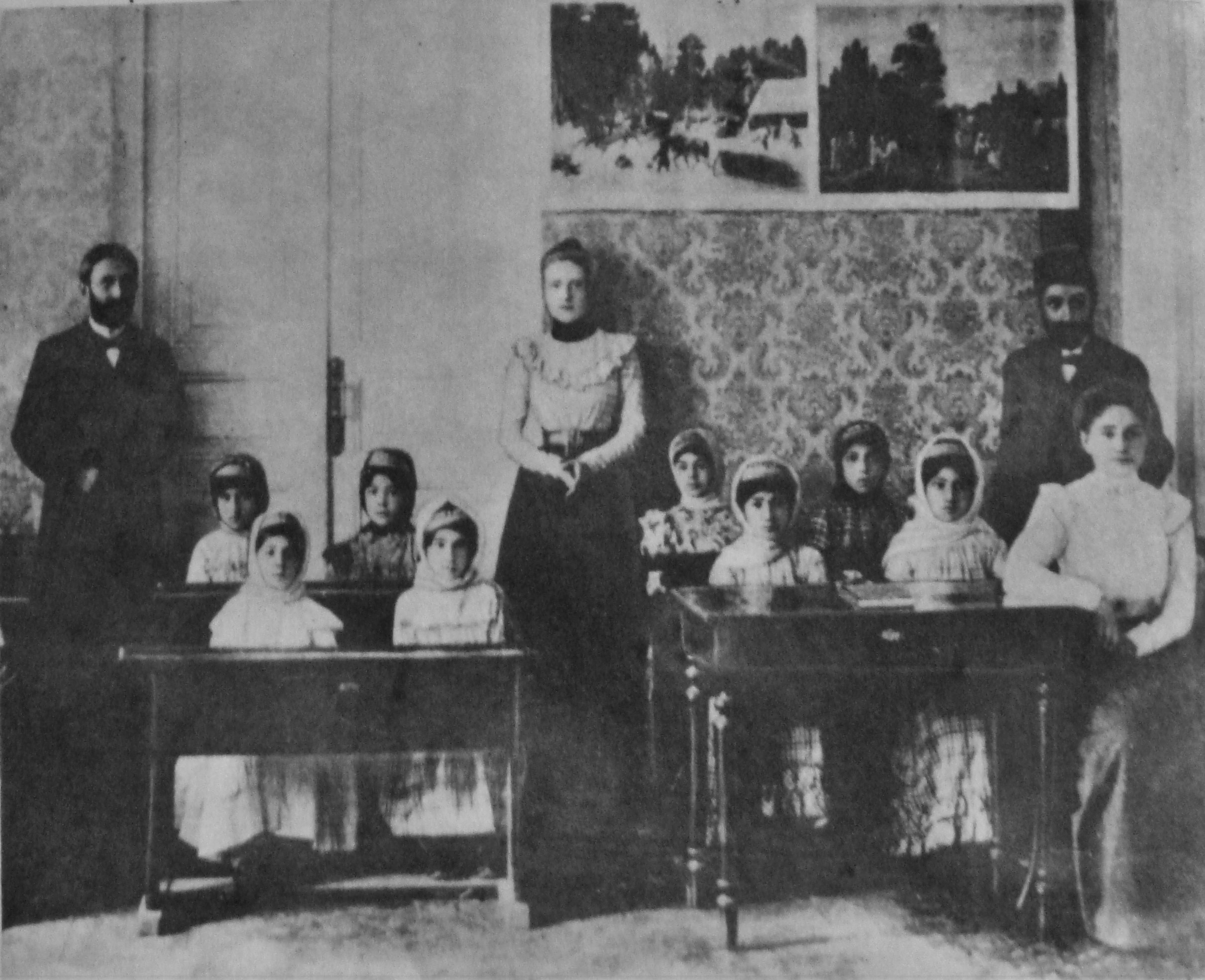
Преподаватели и ученицы Эриванской русско-мусульманской школы для девочек. 1902 год
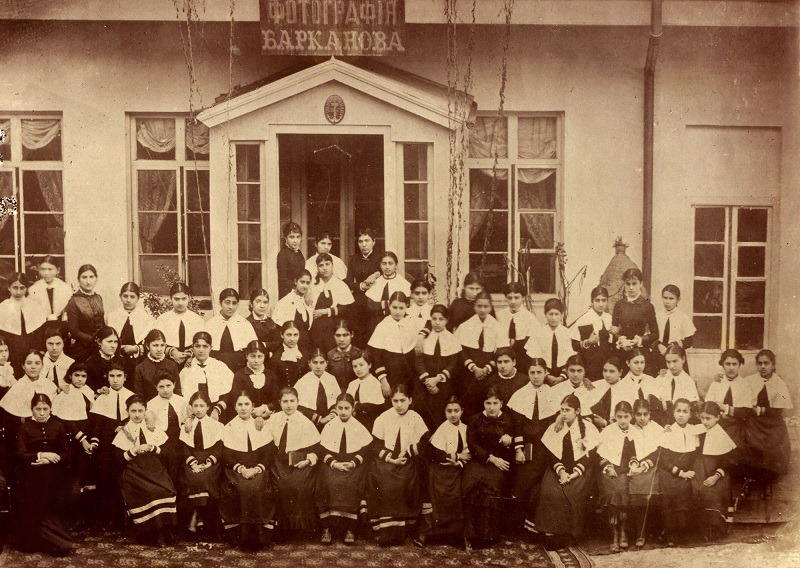
Преподаватели и ученицы армянской женской средней школы Гаяне[арм.] в Эривани

По уровню грамотности армянское население уступало русским, но значительно превосходило другие национальности. Значительное большинство учеников в государственных школах были армянами (в том числе и в некоторых русских школах). В районах и городах с бо́льшим армянским населением, бо́льший процент жителей был грамотным. Армяне поощряли тысячи своих девочек посещать школу и получать образование.

Из природных жителей губернии армяне, как народ более культурный, стоит по уровню грамотности на первом месте… процент грамотных армян почти втрое больше чем грамотных татар, процент же грамотных армянок вшестеро больше процента грамотных татарок.
— Первая всеобщая перепись населения Российской империи: Эриванская губерния, 1897 год
По данным на 1910 год (Дж. Бурнутян), на территории губернии было 311 учебных заведений, в которых обучалось 23 530 учащихся: 18 097 юношей и 5 433 девушки. Согласно «Памятной книжке Эриванской губернии на 1912 год», в том же 1910 году в губернии было 306 учебных заведений (из них — 28 в Эривани, 22 в губернских городах и ещё 255 в сёлах), в которых обучалось 20212 юношей и 5812 девушек. Одни из них находились в ведении государства, другие — Армянский Апостольской церкви. К 1913 году, на территории губернии было уже 459 учебных заведений, в которых обучалось 35 000 учеников.
Русский язык имел важное значение для населения губернии. Выдержка из отчёта Кавказского наместника И. И. Воронцова-Дашкова императору Николаю II, 1913 год:
Представители всех народностей стремятся научить своих детей по-русски, ценя в то же время подготовку на материнском языке ребенка. Доказательств этому — сколько угодно, и наоборот нельзя указать на случаи противодействия преподаванию русского языка. Яркий пример — армянские церковные школы, где преподавание русского языка вовсе не обязательно, но где он преподается, хотя пока, быть может, и недостаточно грамотно. Не редки заявления родителей сельским учителям, что они слишком долго не переводят преподавания на русский язык.И. И. Воронцов-Дашков
В отличие от азербайджанского, армянское население тяготело к изучению русского языка, в том числе и для продолжения своего образования за пределами губернии.

## Печать
В 1865 году в губернии издавался 31 журнал и 12 газет, все на русском языке.
Пресса отвечала за публикацию армянских историко-литературных произведений.
Если журналы в Тифлисе и Москве публиковали статьи армянских авторов и политических деятелей, и играли главную роль в формировании современной (на тот момент) армянской идентичности, периодические издания, то печатавшиеся на территории губернии, практически не имели влияния на национальную ориентацию армян. В Эривани существовало несколько типографий. Кроме того, аппарат вице-губернатора имел свою прессу и публиковал официальные сообщения и ежедневные газеты «Эриванские губернские ведомости» и «Эриванский вестник».
В разные периоды и с различной продолжительностью выходили следующие периодические издания (газеты и журналы): «Псак» (1880—1884) и «Арогчапахакан терт» под редакцией Васака Бабаджаняна; «Эриванские известия» (1883—1885) и «Эриванские объявления» (1900—1917) под редакцией Тер-Григоряна; «Кран», «Хоск» («Слово»), «Нор мамуль» и «Культура» (все 1907—1914), под редакцией Мушега Багратуни, а также десятки других периодических изданий.
В отличие от Баку, в Эривани до 1914 года не было газет, издаваемых азербайджанцами.
22 февраля 1914 года в Эривани под влиянием журнала «Молла Насреддин» стал издаваться первый печатный орган города на азербайджанском языке — журнал «Лек-Лек» («Аист»), издаваемый Мирмагомедом Мирфатуллаевым и Джаббаром Аскерзаде. В 1917 же году на азербайджанском языке в Эривани издавались журнал «Бурхани-хагигат» и газета «Совет молодых». В данных изданиях печатались произведения литературы, статьи на политические, исторические и научные темы, освещались события культурной жизни Эривани.

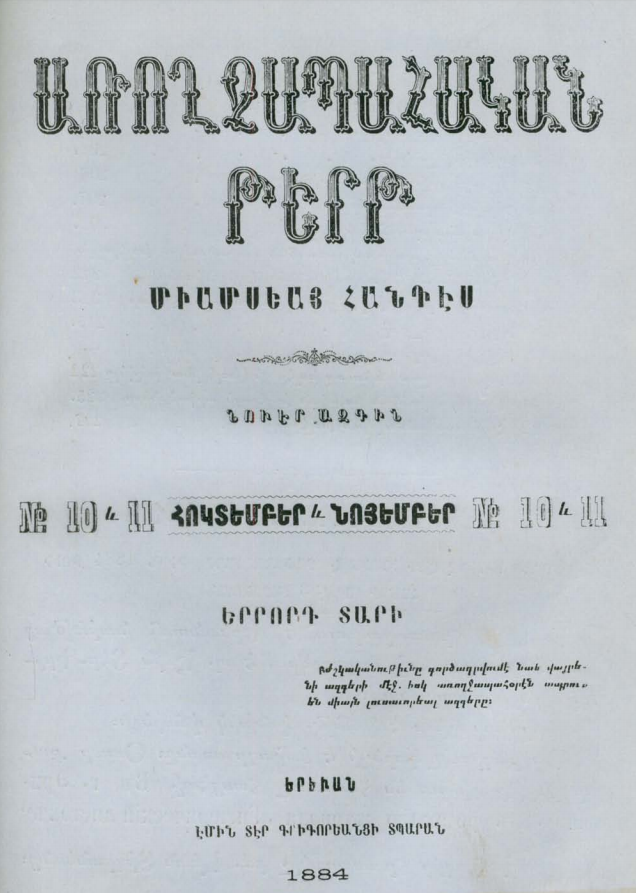
Первая страница «Газеты Здоровья» на армянском языке, номера 10 и 11, 1884 год, Эривань
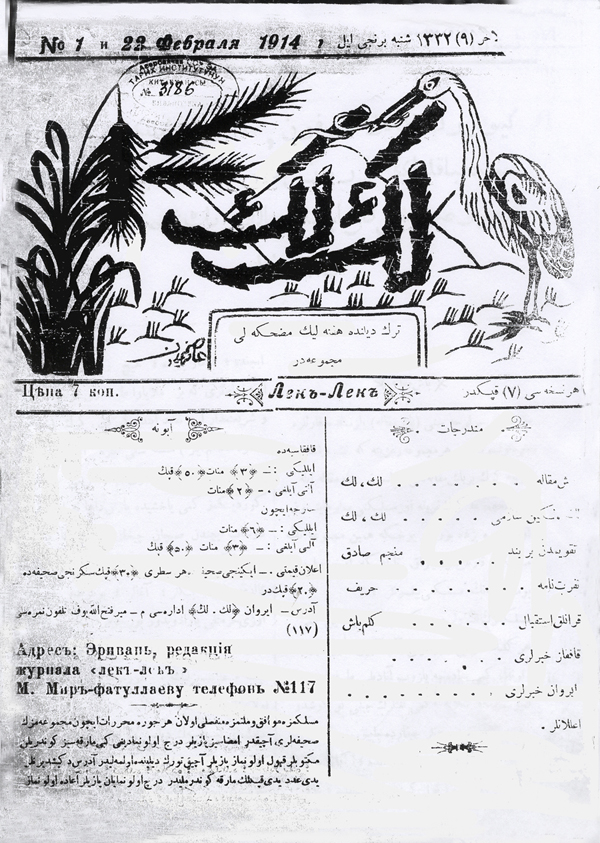
Первая страница журнала «Лек-Лек» на азербайджанском языке[Комм. 10] (22 февраля 1914, Эривань)

## Здравоохранение
Медицинское отделение Эриванской губернии возглавлялось армянином, доктором Андреасовым. В каждом уезде и крупном сельском центре губернии имелся квалифицированный медицинский персонал. Армяне были главными врачами в пяти уездах (за исключением Нахичеванского и Александропольского, медицинским направлением которых руководили, соответственно, грузин и русский). В Шарур-Даралагезском уезде был единственный на всю губернию штатный врач-азербайджанец, остальные штатные врачи, медсестры и акушерки были в основном армянами, а также изредка русскими.
В начале XX века на территории губернии были следующие медицинские учреждения:
- В пригородах Эривани имелось две больницы (в районах Канакер и Камарлу), а также одна медицинская лаборатория и психиатрический приют. В одной из больниц, директор и весь персонал, за исключением одного, были армянами;
- В Эчмиадзинском уезде госпитали располагались возле армянской семинарии в Эчмиадзине, а также в Аштараке и Курдукули;
- В Сурмалинском уезде больницы были в Игдыре и Кулпи;
- В Александропольском уезде было две больницы (районы Большая Каракила и Кафтарлы[арм.]), а также одна больница в самом Александрополе;
- В Нахичевани была одна городская больница, ещё одна была в районе Чананабе;
- Ново-Баязетский уезд имел госпитали в Нижней Ахте и Басар-Кечаре;
- В Шарур-Даралагезском уезде больницы и поликлиники располагались в Баш-Норашене и Кешишкенде;
- Также больницы в Эривани, Александрополе и Нахичевани были в городских тюрьмах.

В целом, армянских и русских фельдшеров было гораздо больше, чем немногочисленных грузинских и европейских врачей.
За 5 лет (с 1906 по 1910 годы) более 100 тыс. человек обратились к врачам и фельдшерам в городских и сельских поселениям губернии как стационарно, так и амбулаторно.
Одним из результатов улучшения медицинского обслуживания был постоянный рост населения. Другим результатом улучшения уже и санитарных условий, было то, что эпидемии скарлатины, оспы, малярии и других заболеваний, поражавшие регион в предыдущие столетия, благодаря профилактике и прививочным компаниям, за редким исключением, практически сошли на нет.

### Ветеринария
Ветеринарное отделение играло важную роль в экономике губернии (всего было 23 ветеринарных центра, благодаря деятельности которых, поголовье скота в губернии значительно и постоянно увеличивалось). В 1910 году число ветеринарных амбулаторных лечебниц с бесплатным лечением животных и бесплатной выдачей лекарств составляло 6, в них могла оказываться помощь 3 тыс. животным.
Например, к 1908 году благодаря наличию ветеринарной помощи поголовье скота в губернии достигло 1 728 947 голов (против 1 157 000 в 1900 году): 549 729 быков, коров и буйволов, 70 000 телят, 56 926 быков, 945 879 овец, 105 903 коз и 2 518 свиней. Также имелось 33 738 лошадей и 2 996 жеребят, 829 мулов, 3 391 верблюд и 27 038 ослов. Вьючные животные использовались, в том числе, для перевозки товаров из деревень в города и в соседние губернии.

## Воды и орошение

Ирригационная карта Закавказского края, 1887 год

Воды Эриванской губернии, за исключением самой северной части, верховьев рек Памбак и Акстафа, вливающих свои воды в Куру, принадлежат к системе Аракса. Все реки Эриванской губернии, кроме Аракса, представляют собой горные потоки, протекающие в глубоких ущельях, быстро изменяющие количество воды в зависимости от таяния снега или дождей и имеющие значение лишь в качестве источников орошения, без которого земледелие в бо́льшей части губернии невозможно по причине очень сухого климата. Главной рекой губернии является Аракс, протекающий по южной, пограничной полосе с Турцией и Персией. Кроме озера Севан, значительных озёр в пределах губернии нет. Эриванский, Эчмиадзинский, Сурмалинский, Нахичеванский и Шарур-Даралагезский уезды, где выращивали пшеницу, хлопок, рис и шёлк, использовали бо́льшую часть выделенной на орошение воды. Меньше всего потребляли северные уезды (Александропольский и Ново-Баязетский), где выращивали ячмень, рожь и картофель и др.. Каждый крупный населённый пункт и уезд использовал свои оросительные каналы и ручьи различных рек (Эриванский — реки Раздан, Веди, Гарни; Эчмиадзин — Аракс, Амберд, Кара-су, Арпа; Александрополь — Талин, Арпа и т. д.).
Губерния делилась на водные округа: Ведибасарский и Гарибасарский (Эриванский уезд); Кирхбулагский и Зангибасарский (Эриванский и Новобаязетский уезды); Гокчинский (Новобаязетский уезд); Абаранский, Талынский и Сардарабадский (Эчмиадзинский уезд); Сурмалинский и Парчинский (Сурмалинский уезд); Александропольский (одноимённый уезд); Шаруро-Даралагезский (одноимённый уезд); Хокский, Нахичеванский, Алинджайский и Достинский (Нахичеванский уезд).
Сухой климат и недостаток осадков вынуждали использовать сложную ирригационную систему. Вода поступала в основном из каналов, соединённых с реками, горными ручьями, родниками или болотами. Каналы сооружалось из камней (с проделанным внутренним круглым отверстием для транспортировки воды) и узких параллельных деревянных балок. В губернии имелись подземные водопроводы, прорытые ещё до вхождения этой территории в состав России, а также искусственные резервуары. Все семь уездов зависели от оросительных каналов, по которым поступала вода как для земледелия и промышленности, так и для использования в быту. Каналы соединялись с водохранилищами, которые сооружались у истоков рек или ручьев из камней и тростника. Причём каждый пользователь воды из оросительных каналов был обвязан участвовать в расходах по обслуживанию и ремонту системы. Обслуживанием, эксплуатацией и ремонтом системы занимались специальные мастера, называемые «инженерами-гидравликами», которые подчинялись «инспектору вод» — сотруднику Министерства государственных имуществ, находящемуся в Тифлисе, в ведении которого находились все водные дела Закавказья. Инженер-гидравлик, в свою очередь, руководил рабочими (иногда их называли Мирабы), ведущими хозяйственной частью (в том числе отвечающими за распределение и подсчёт воды одной или нескольких общин) на местах.

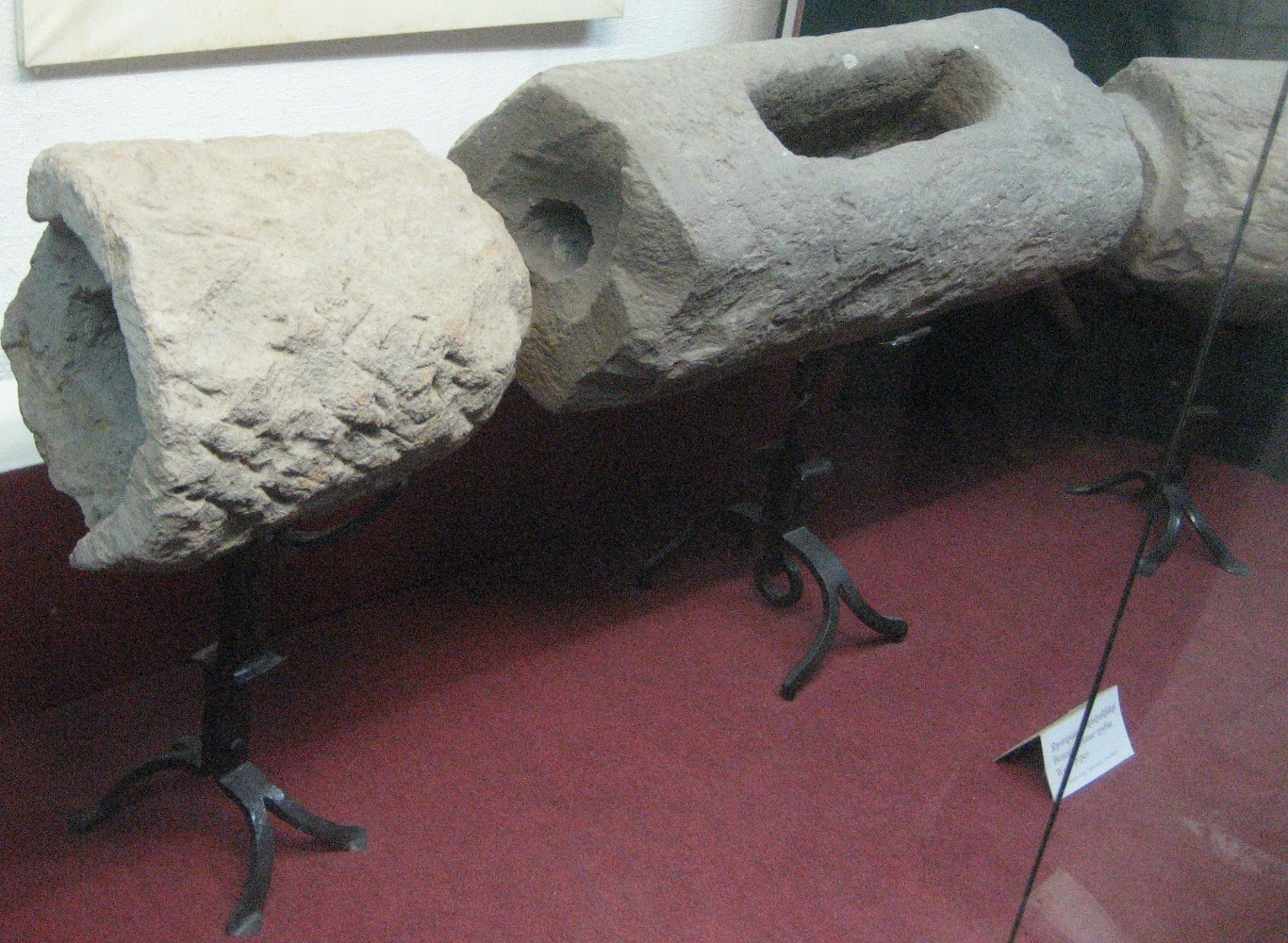
Участок каменного водопровода. Национальный исторический музей Армении
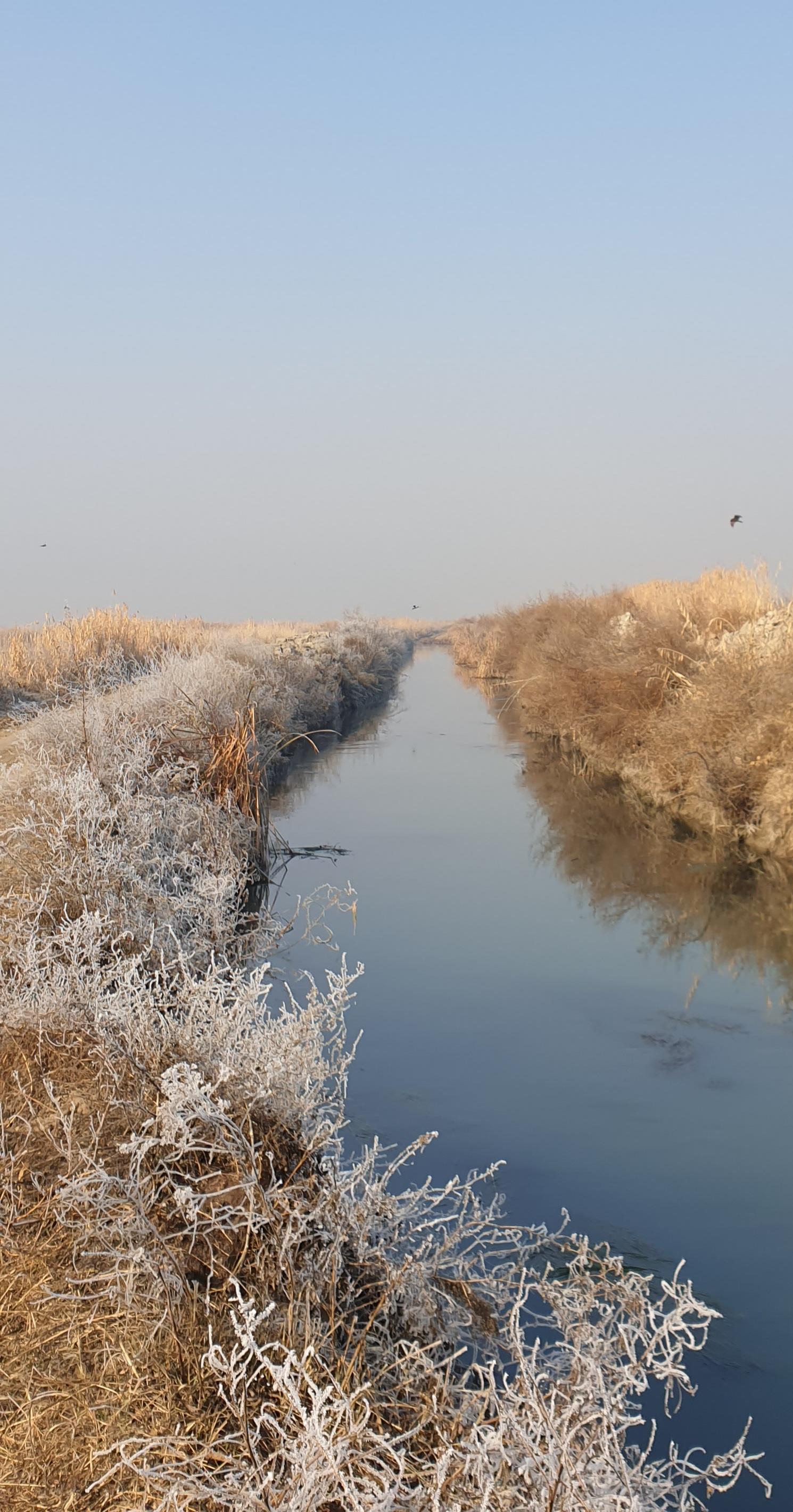
Оросительные каналы на территории Араратской равнины (современное состояние)
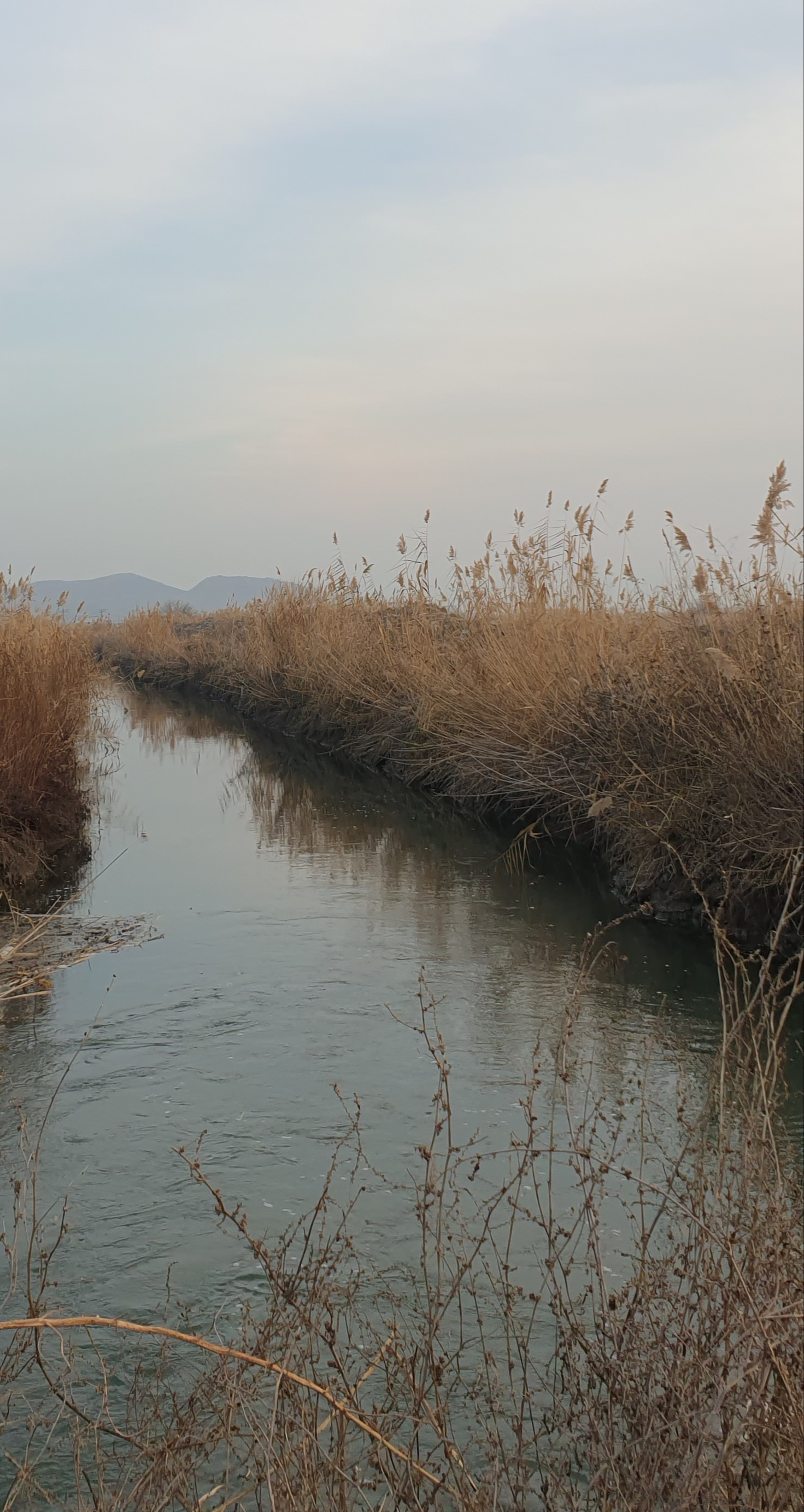
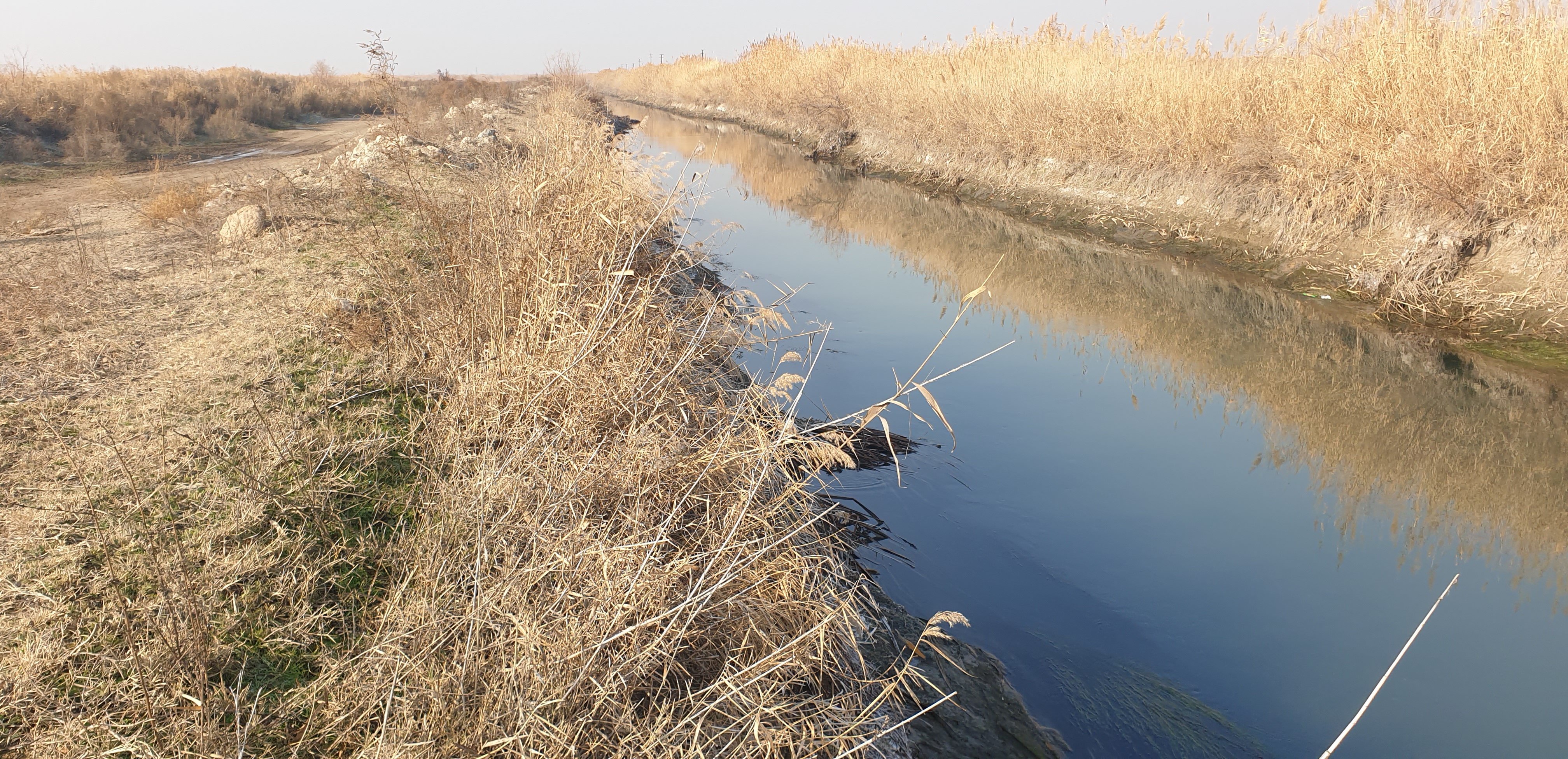
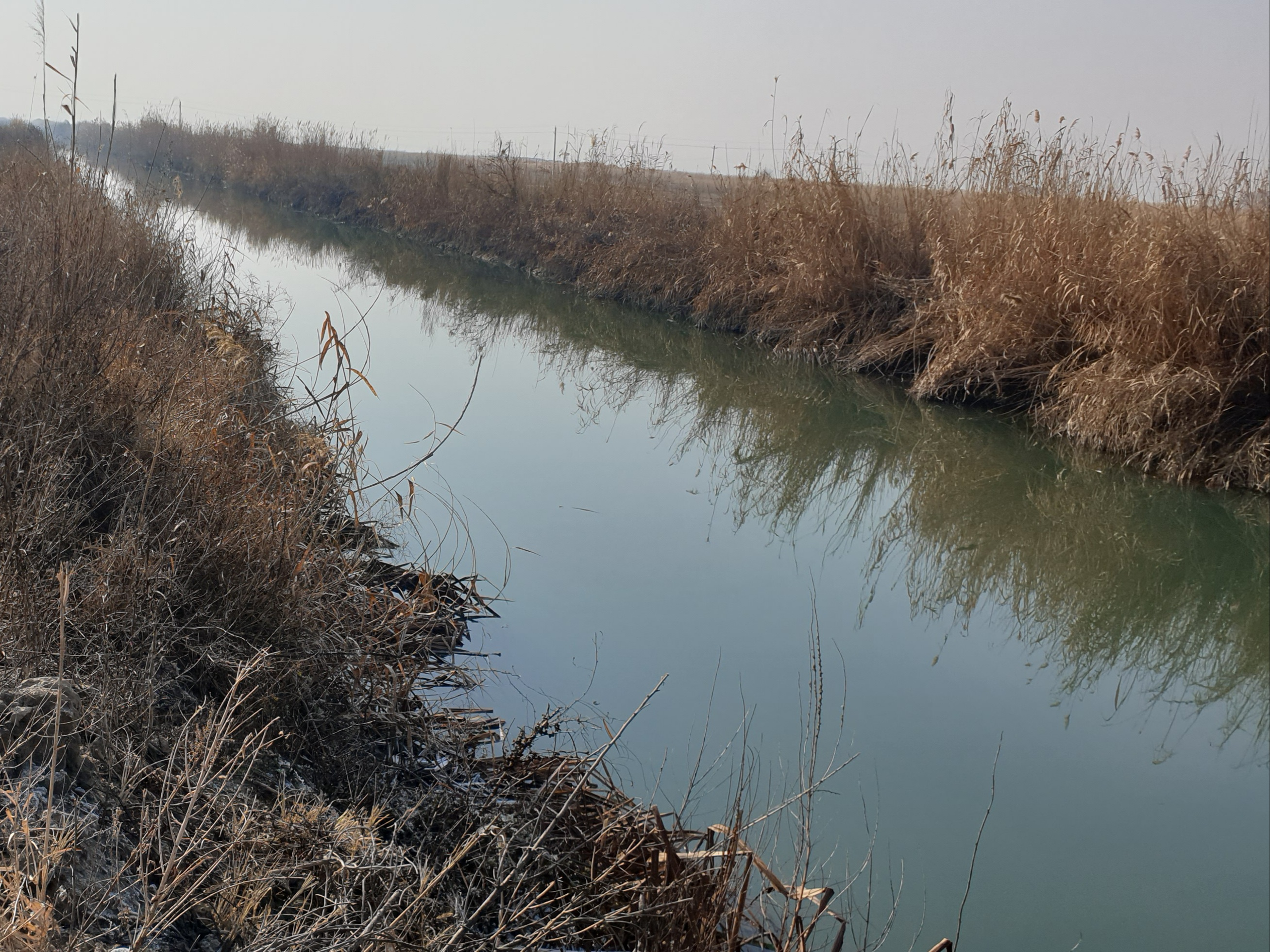
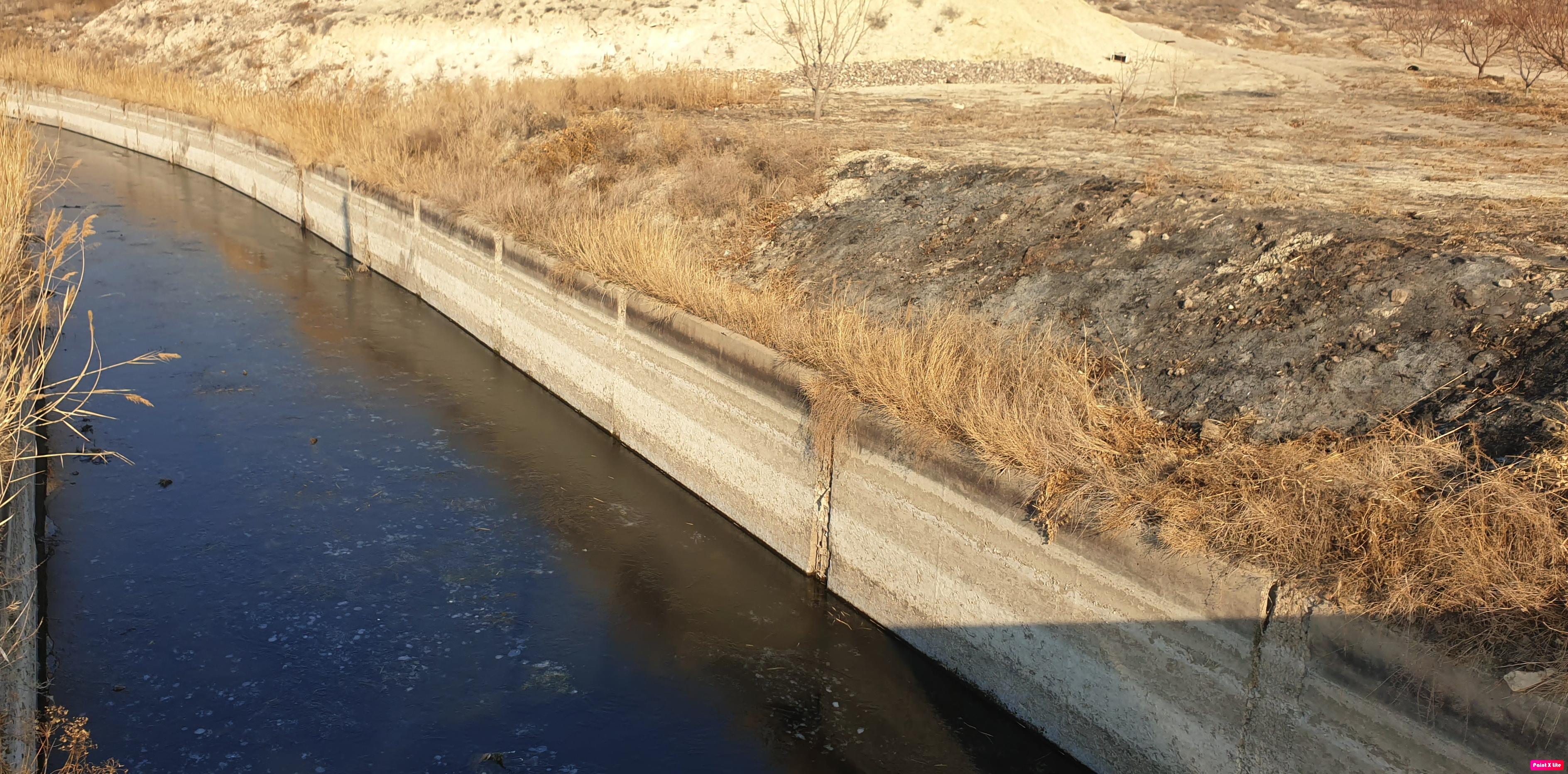
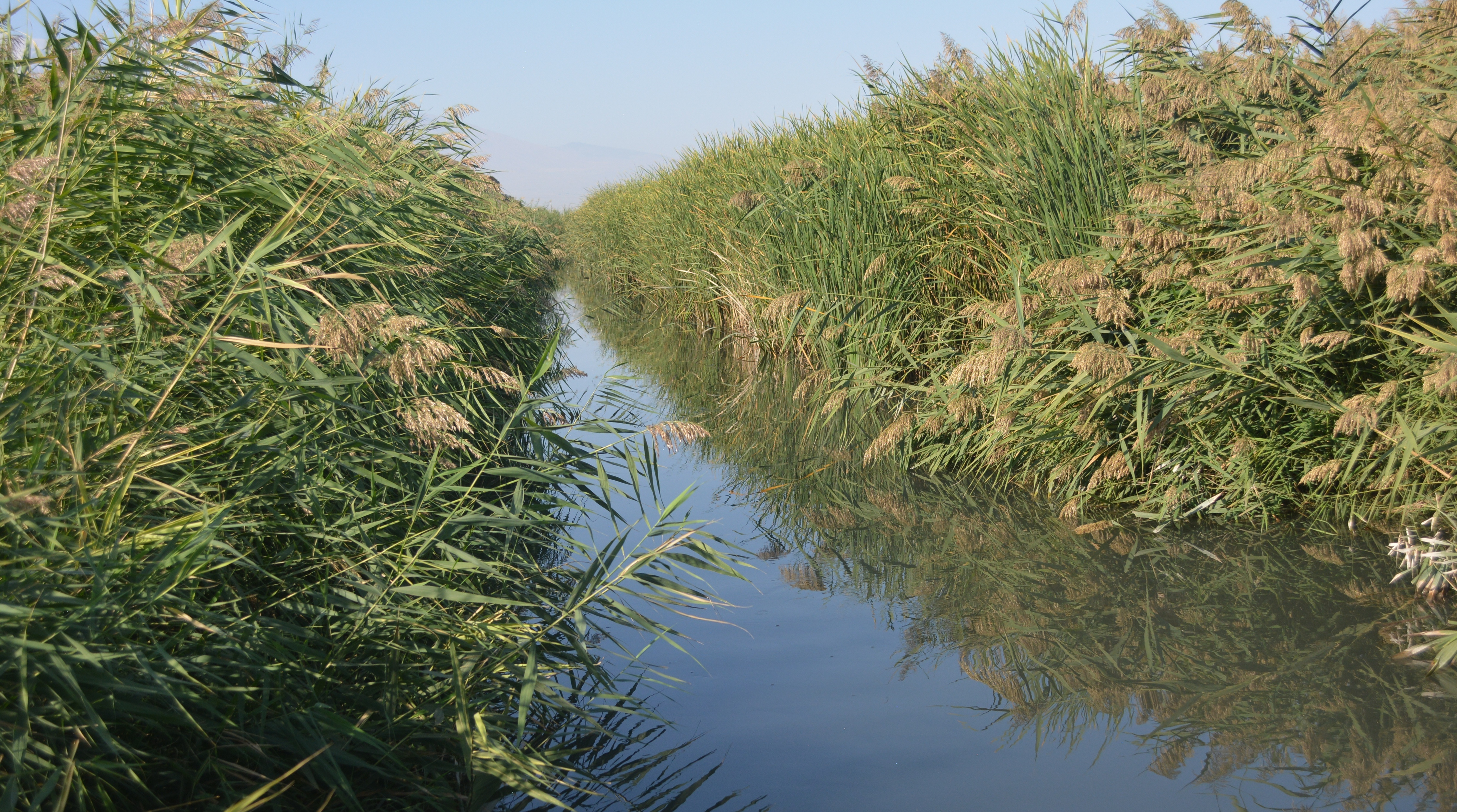

## Рельеф

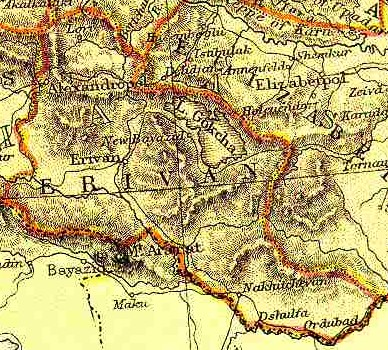
Эриванская губерния на атласе Blackie & Sons (Эдинбург) 1882 года
(авторы карты ошибочно изобразили границы губернии периода 1850-х гг.)

Эриванская губерния занимала южную часть Малого Кавказа и восточную часть Армянского нагорья, представляя собой возвышенную покатую с севера на юг губернию, окаймленную и изрезанную хребтами и горными группами, разделяющими её на ряд волнистых плато и высоких равнин, приподнятых на высоту от 915 до 1982 метров над уровнем моря. Наиболее возвышенные местности лежали на севере губернии.
Главными горными вершинами были: Большой (5165 м) и Малый Арарат (3925 м) и Арагац (Алагёз, 4095 м). В Шарур-Даралагезском и Сурмалинском уездах равнины располагались на высотах около 760 метров, в районе озера Севанга (Гокча) — 1982 метра.
Территория губернии была намного менее лесистая, чем соседние (Елисаветпольская и Тифлисская губернии, а также Карсская область).
29 % территории занимают пастбища, остальную часть — горы, овраги, ущелья, скалистые местности, реки, озёра и болота. 99 % пахотных земель использовались для сельскохозяйственной деятельности, остальная часть — под строительство домов, жилищ и т. п..

## Климат
В большинстве регионов губернии было жаркое лето и холодная зима. Температура могла колебаться от + 40 до −25оС.
Климатические условия Эриванской губернии весьма разнообразны в зависимости от положения местности над уровнем моря. Отличительными особенностями климата являются резкие колебания температуры по временам года и часам дня, сильная жара летом и мороз зимой, а также весьма небольшое количество выпадающих осадков.

## Экспонаты, выставленные в музеях

Предметы, относящиеся к Эриванской губернии, выставленные в Этнографическом музее Сардарапат
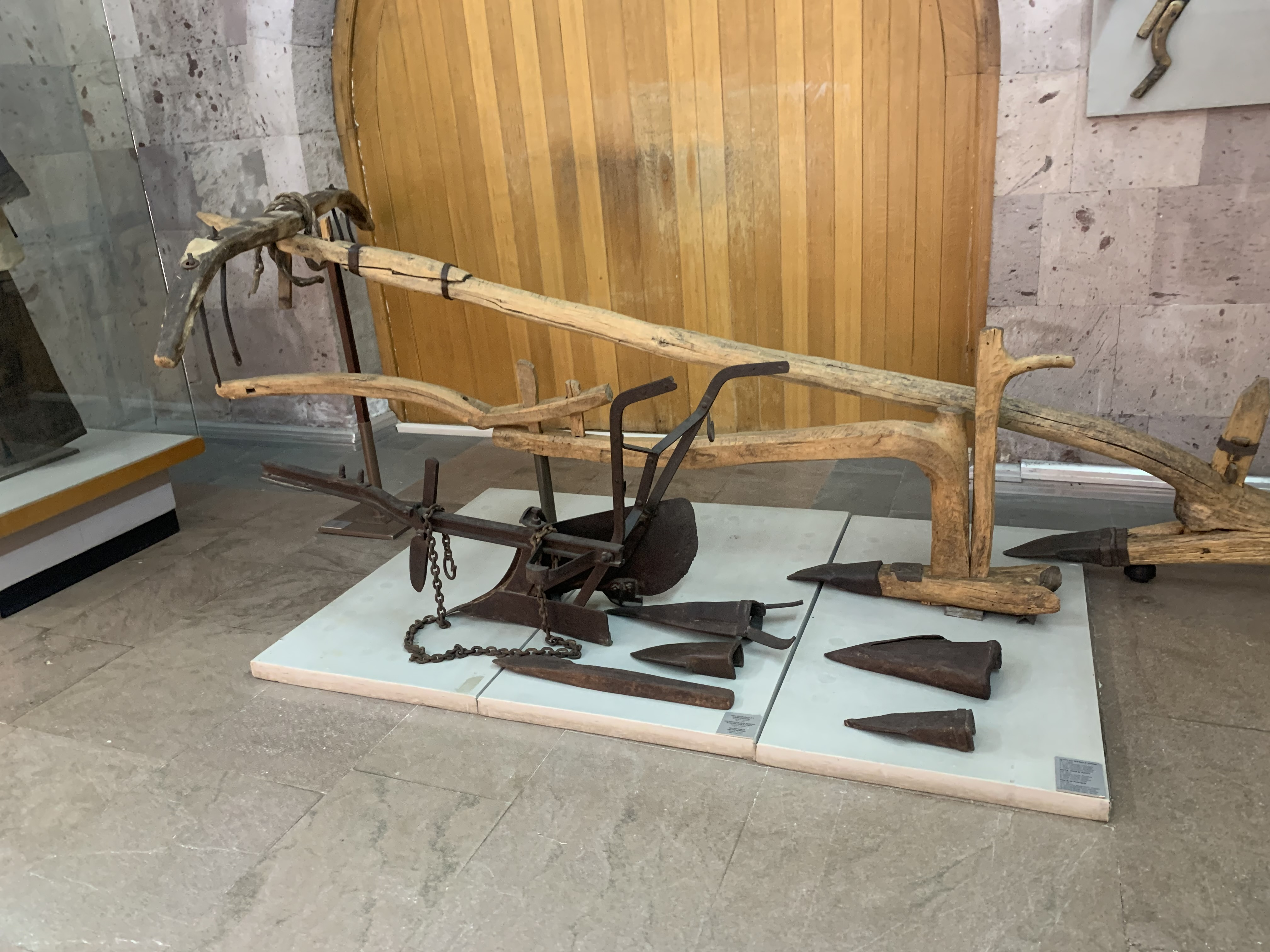
Плуг, соха и различные приспособления для пахоты
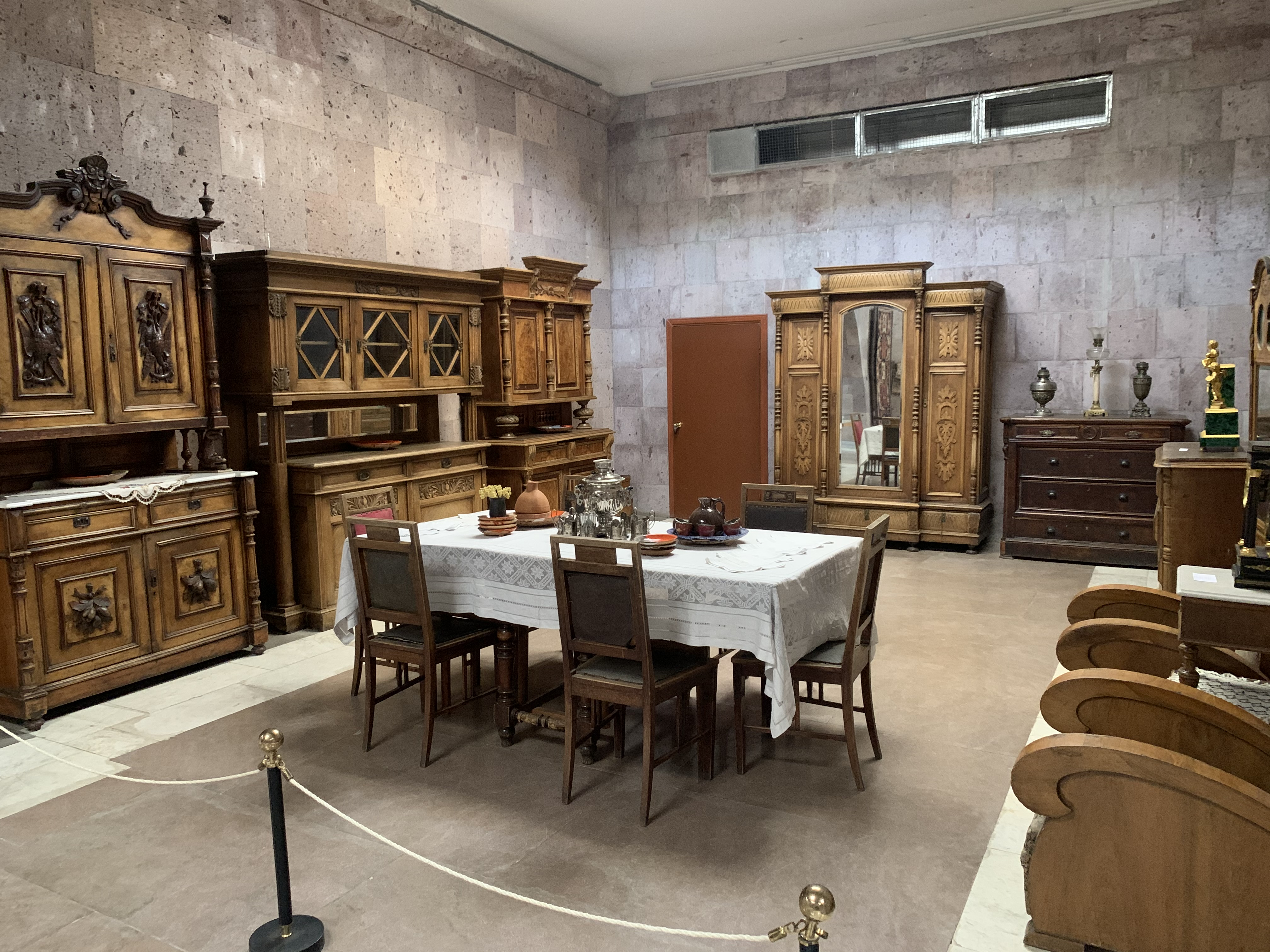
Городская мебель
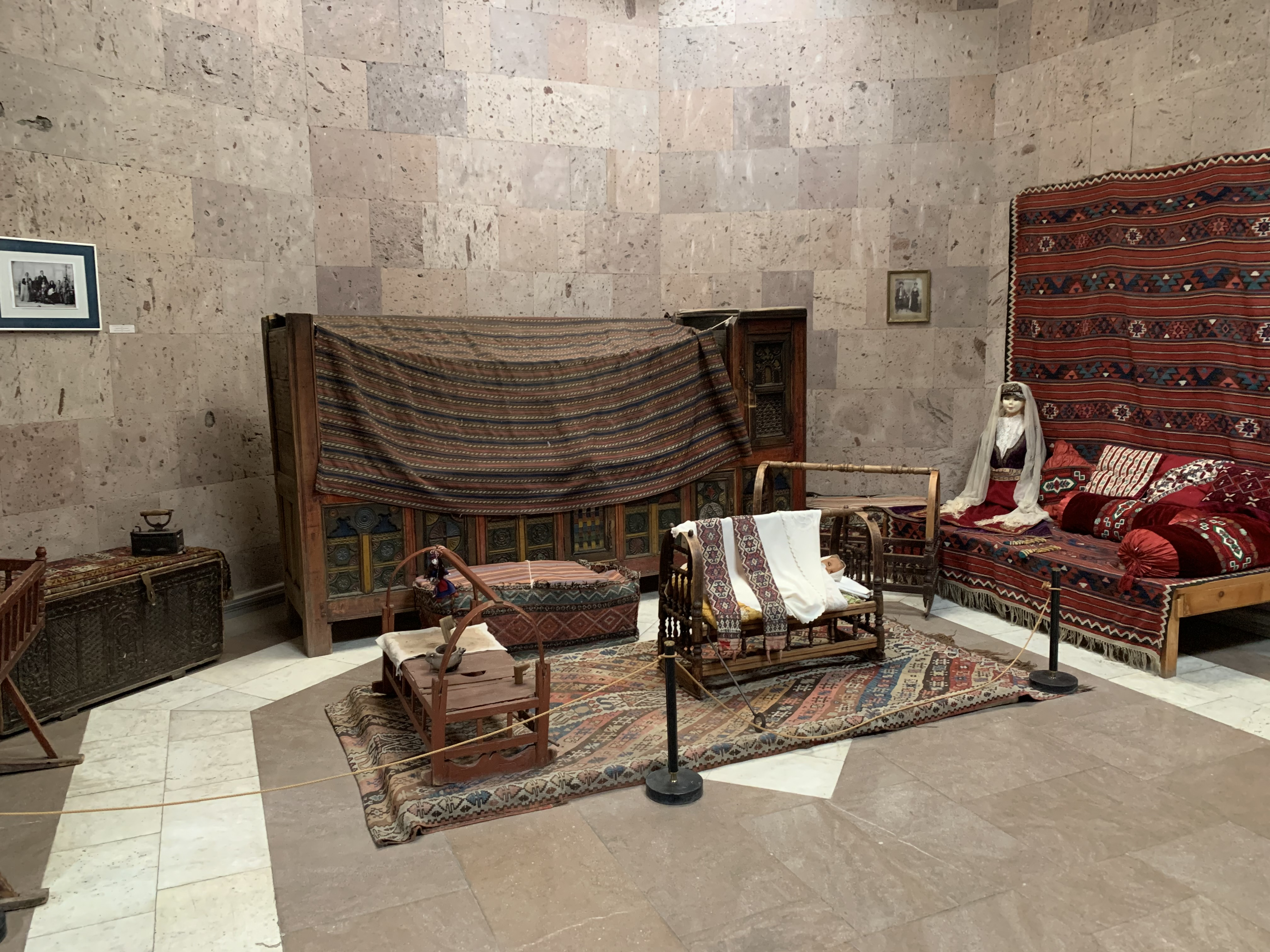
Мебель жилищ
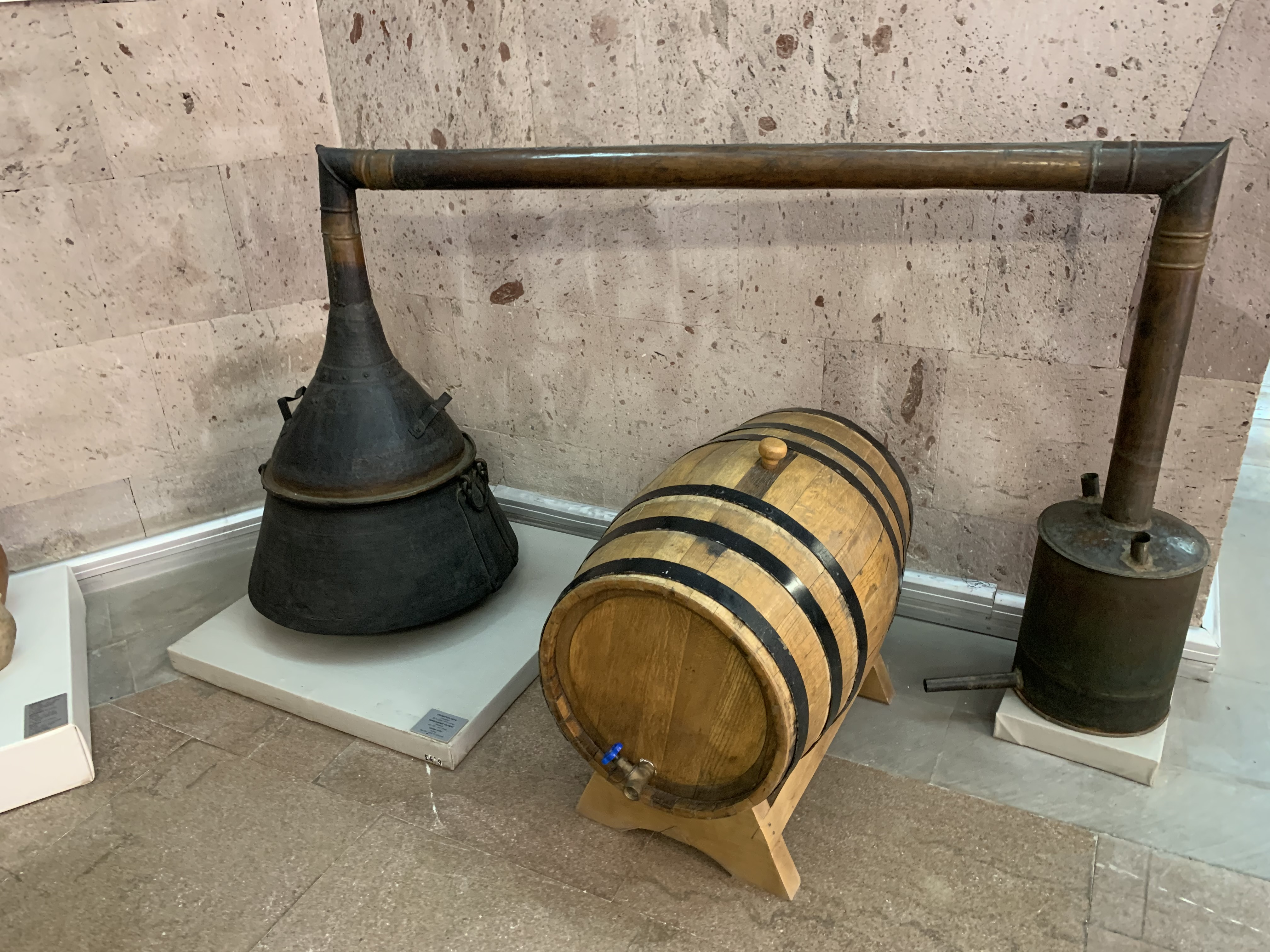
Самогонный аппарат
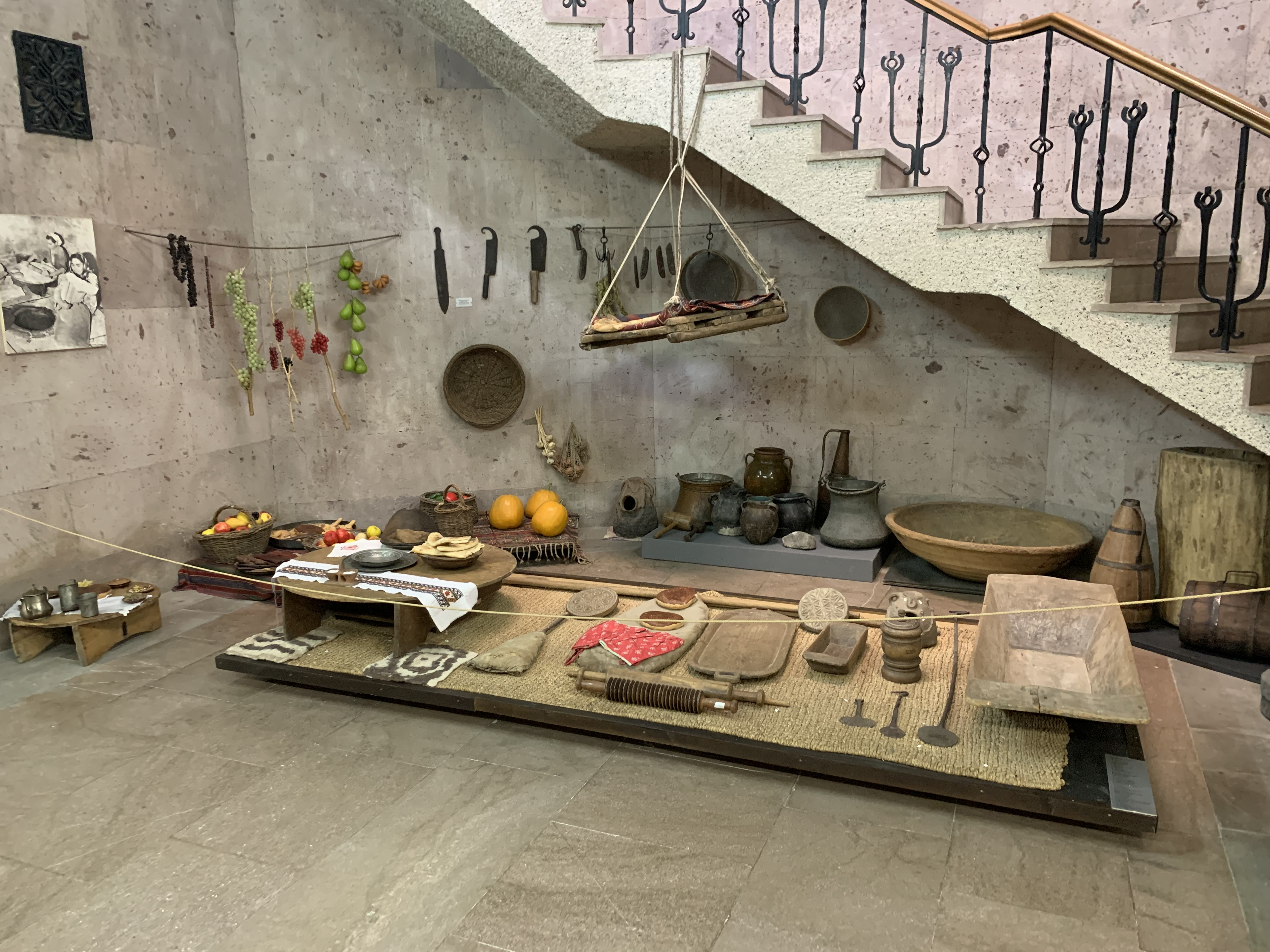
Приспособления для выпечки хлеба